# Beatrice d'Este
(Ludovico Ariosto, Orlando Furioso, canto 42, ottave 91-92)
Beatrice d'Este (Ferrara, 29 giugno 1475 – Milano, 2 gennaio 1497) soprannominata Sternit, cioè Abbatte, in riferimento alla capacità di conquistarsi il trono abbattendo ogni ostacolo, fu duchessa di Milano e di Bari, principatus socia del marito Ludovico Sforza il Moro, secondo l'espressione dell'imperatore Massimiliano I. Fu una delle personalità più importanti del suo tempo e, nonostante la breve vita, trasse le fila della politica italiana. Abile cacciatrice e cavallerizza esperta, fu pratica dell'uso di diverse armi, «vera intrepida amazzone e animosa seguace di Diana», ma fu anche donna di cultura, importante mecenate e capofila della moda: al fianco dell'illustre consorte, rese Milano una delle massime capitali del Rinascimento. Con la propria determinazione e l'indole bellicosa, fu l'anima della resistenza milanese contro il nemico francese durante la prima delle Guerre d'Italia, quando il suo intervento valse a respingere le minacce del duca d'Orléans, che era sul punto di conquistare Milano.
«Ella mostrava il coraggio di un uomo, e quello di un uomo intrepido, di fronte al pericolo. [...] Era davvero una virago, nell'onorevole senso medievale della parola. Una donna, come la definisce Gregorovius, elevata per coraggio e comprensione al di sopra del suo sesso».
«Principessa di somma perspicacia, benché giovane, versata nelle cose di stato, più che non soglion le donne, [...] dominava il marito irresistibilmente, eragli consigliera ed eccitatrice, e fu veduta più tardi sul campo di Novara rialzarne l'abbattuto coraggio» (Samuele Romanin).
La sua morte di parto a soli ventuno anni gettò Ludovico il Moro in un profondo dolore, da cui non si sarebbe più ripreso.

## Biografia

### Infanzia
Nacque il 29 giugno 1475 nel Palazzo Ducale di Ferrara, secondogenita di Ercole I d'Este, duca di Ferrara e della principessa Eleonora d'Aragona. Il duca desiderava ardentemente un erede maschio, pertanto la sua nascita fu accolta come una disgrazia.

#### Infanzia napoletana (1477-1485)

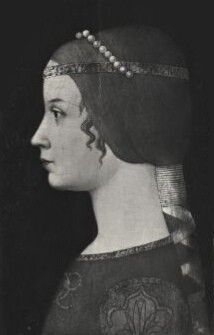
Beatrice all'età di dieci anni nel ritratto di Cosmè Tura, 1485

All'età di due anni venne condotta dalla madre alla corte aragonese di Napoli, in occasione del secondo matrimonio del nonno re Ferrante d'Aragona con Giovanna d'Aragona. Qui Eleonora diede alla luce il quartogenito Ferrante e quando, meno di un mese dopo, rientrò a Ferrara, decise di portare con sé soltanto la primogenita Isabella, in quanto il padre Ferrante la convinse a lasciare a Napoli sia il neonato sia Beatrice, della quale si era mostrato sin da subito innamoratissimo.

Beatrice visse così nella città partenopea per otto anni, affidata alle cure della balia Serena, che le rimarrà accanto per tutta la vita. Ferrante la considerava una "medesma cosa" con l'infanta Giovannella sua figlia, tanto che l'ambasciatore estense scriveva nel 1479 alla madre Eleonora che il padre le avrebbe pure restituito il figlio maschio, adesso che era più grandicello, ma non Beatrice, poiché «la maiestate sua vole maritarla e tenerla per sé». Formalmente adottata dal nonno, la bambina in quegli anni arrivò a firmarsi semplicemente "donna Beatrice de Aragonia" e imparò a esprimersi in un miscuglio di catalano, castigliano e italiano.

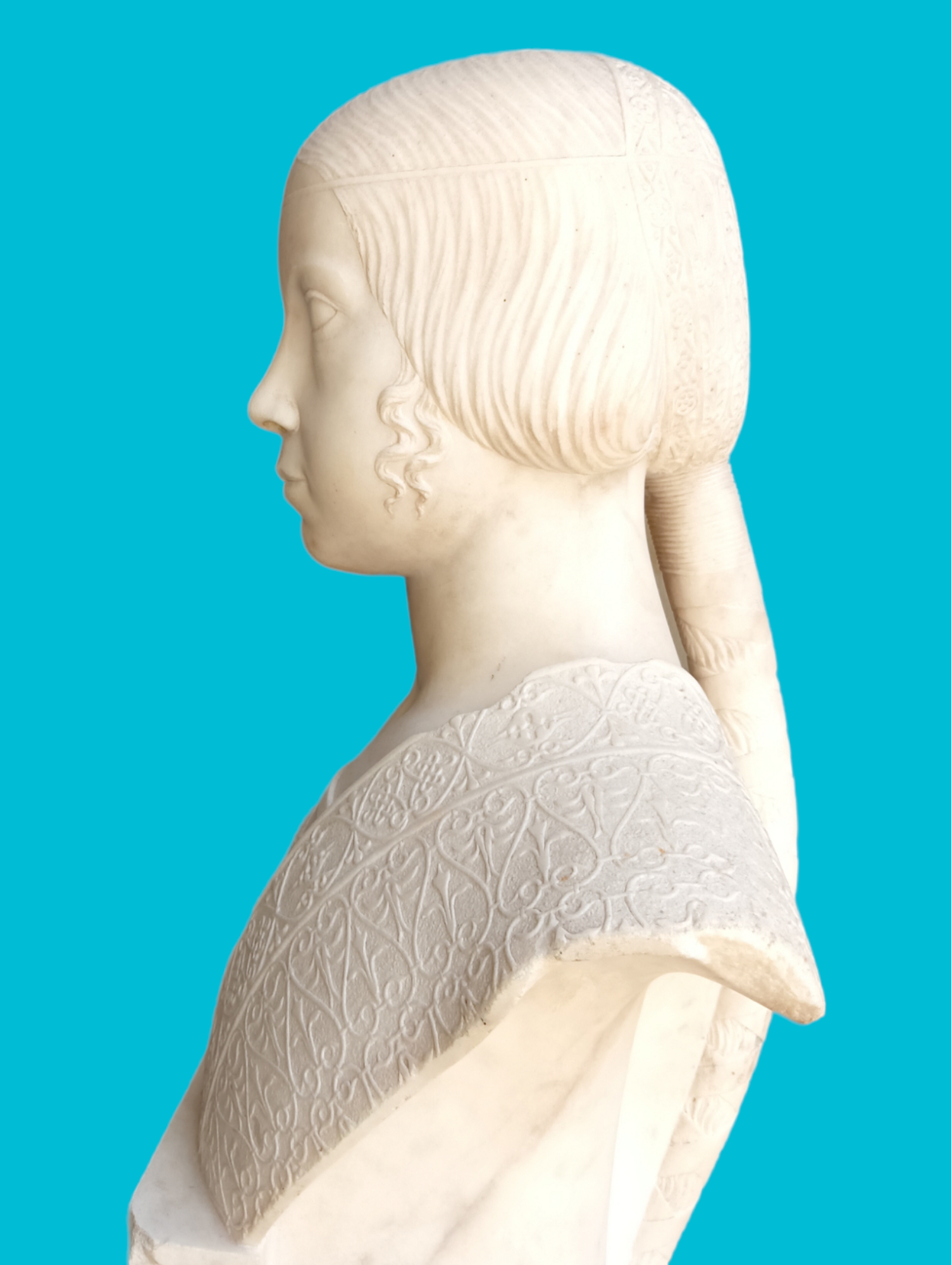
Busto di Beatrice d'Este fanciulla

Destava stupore la sua compostezza e precocità d'intelletto, poiché già a quattro anni dimostrò, durante una messa solenne, di conoscere perfettamente il cerimoniale di corte, tanto che "ogniuno domandava de quella puta [bambina] per la grande meraviglia che ogniuno se ne faceva". A meno di cinque anni dimostrava già tutta l'orgogliosa fierezza che l'avrebbe contraddistinta da adulta quando, nella sua prima lettera alla madre, lamentava il disinteresse dei genitori nei propri confronti: "Signora mia, credo che io non sia bastarda et peiore delli altri fillioli de Vostra Illustrissima Signoria". Era particolarmente legata al vecchio conte Diomede Carafa, già precettore di sua madre, che diceva di amare e che chiamava teneramente "el conte bello". Questi descriveva i piccoli d'Este come due perle, ma la sua predilezione era tutta per Beatrice, la quale, diceva a Eleonora, "ey [è] lo mio spasso, che a pena me sente che me vene ad trovare et me c[h]iama lo Signor comte mio bello. Se io l’amo la Signoria Vostra lo pò penzare".

#### Proposte matrimoniali
1. Nel 1480 il duca di Bari Ludovico Sforza, detto il Moro, progettava di farsi duca di Milano sposando la vedova cognata Bona, ma quest'ultima, pazzamente innamorata del suo cameriere Antonio Tassino, pensò di liberarsene dandogli moglie. Domandò perciò a suo nome ad Ercole d'Este la primogenita Isabella. Ciò non fu possibile poiché era appena stata promessa a Francesco Gonzaga. Ercole non volle però rinunciare alla parentela col Moro, che era all'epoca uno degli uomini più ricchi e influenti della penisola, e gli avanzò la proposta della secondogenita Beatrice. Consultato dalla cognata solo a trattative già in atto, Ludovico non poté che mostrarsene contento; in verità lo turbava sia la grande differenza d'età (23 anni) sia l'interferenza coi suoi progetti.[22] Ferrante acconsentì al fidanzamento e il 30 aprile 1480 si tennero gli sponsali fra i due. L'alleanza si rivelò molto utile al Ducato di Ferrara, costantemente minacciato dall'espansionismo veneziano.[23]
2. Nel 1484 la zia Beatrice d'Aragona, regina d'Ungheria, propose alla sorella Eleonora uno scambio: la primogenita Isabella avrebbe sposato il re di Boemia Ladislao II, Beatrice Francesco Gonzaga e il Moro un'altra nobile napoletana. Eleonora rispose che questa "permuta" non era possibile, sia perché Isabella era amatissima dai Gonzaga, sia perché Beatrice era sotto l'assoluta potestà del nonno Ferrante. Propose tuttavia di trattare con Ferrante per fidanzare segretamente Beatrice a Ladislao, così da garantirle un marito di riserva nel caso in cui Ludovico avesse cercato una moglie "più conforme a la sua età".[24]
3. Nel 1485 il marchese Bonifacio III di Monferrato, ultrasessantenne, vedovo e senza eredi, ma ancora "viripotens", accennò a sposare Beatrice; la proposta non ebbe seguito, probabilmente, sia per l'enorme differenza d'età (51 anni), sia perché necessitava di una moglie in età immediatamente fertile.[25]

#### Traumatica separazione da Napoli

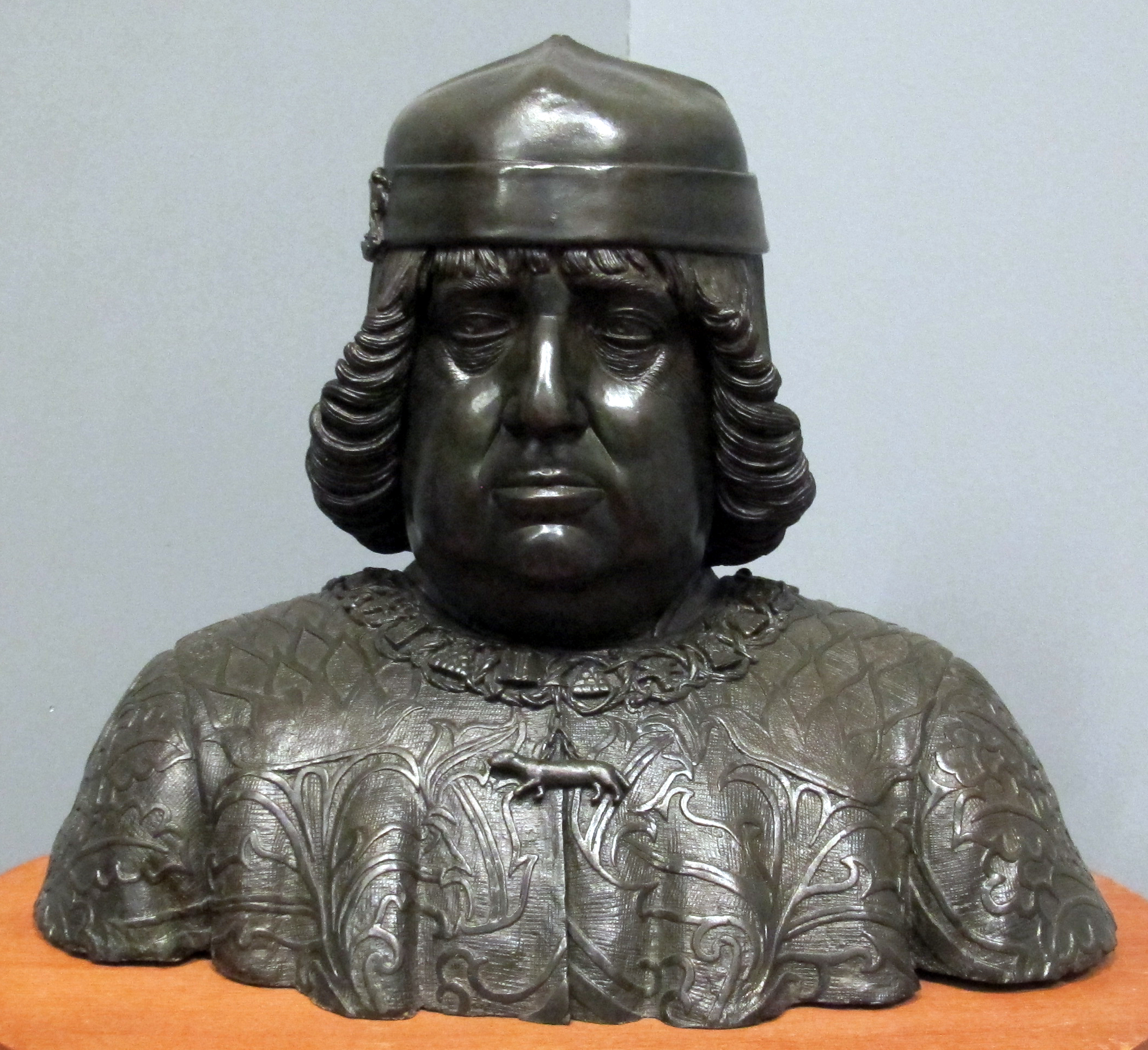
Busto di Ferrante d'Aragona

Al principio del 1485 Ludovico insistette coi suoceri affinché Beatrice gli fosse mandata a Milano, così da poterla educare a suo modo. A dispetto della disponibilità dei genitori, re Ferrante gliela negò con "buone et vive ragioni", dicendo che aveva soltanto dieci anni, che l'aveva presa per figlia e che non era pronta per le nozze. Temeva infatti che il Moro volesse consumare precocemente il matrimonio. Quest'ultimo si accontentò pertanto che la bambina rientrasse quantomeno a Ferrara, affinché fosse educata in una corte più consona al suo ruolo e con la scusa di poterla più facilmente visitare (cosa che poi non fece mai). Non fu mai chiara la ragione di tanta insistenza, ma i milanesi avevano senz'altro una pessima opinione dei napoletani, ed era nota la perversione di re Ferrante. Questi insistette ugualmente a negargliela, adducendo fra le varie motivazioni che, se Ludovico fosse morto precocemente, il padre non sarebbe stato in grado, come lui, di trovarle un buon marito. Si offrì perfino di farle la dote al suo posto, pur di convincerli a desistere.
Ludovico, adirato, arrivò a minacciare lo scioglimento delle promesse nuziali: ciò non turbò Ferrante, pronto a trovarle un partito migliore; turbò invece grandemente i genitori, bisognosi dei favori del Moro. Eleonora supplicò accoratamente il padre di restituirle la figlia, cosicché, dopo mesi di trattative, Ferrante accettò a malincuore di separarsene. Pentito e a tratti riluttante, egli ritardò, con vari pretesti, di altri due mesi la partenza, che avvenne nondimeno ai primi di settembre: Beatrice partì tra il compianto generale dei parenti e dell'intera città di Napoli. Inconsolabili furono la regina Giovanna e l'infanta Giovannella, per lei una madre e una sorella, il fratellino Ferrante, che "lacrimava cym tanti singulti", e lo stesso Diomede Carafa. Più forte si mostrò re Ferrante: egli l'accompagnò tenendola per mano, poi a cavallo, per una parte del tragitto, infine la salutò "abrazandola et basandola, et dicendoli alcune molto benigne et filiale parole", benché Beatrice piangesse disperatamente. Subito dopo la sua partenza, egli scrisse amareggiato alla figlia Eleonora: «Dio sa quanto ne è rencresciuto, per lo singulare amore li portavamo per le virtù sue [...] che videndo epsa et havendola in casa ne pareva haverce vui».

#### Adolescenza ferrarese (1485-1490)

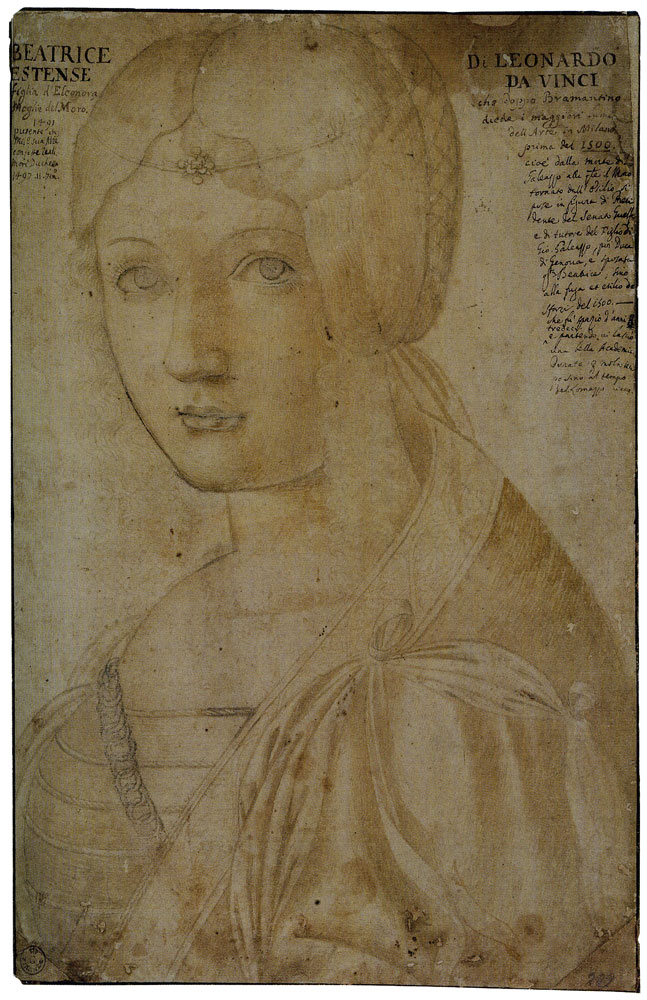
Ritratto di Beatrice d'Este, cerchia di Leonardo da Vinci

Salutata tanto calorosamente a Napoli, Beatrice fu accolta freddamente a Ferrara, dove non trovò neppure il padre ad attenderla. Considerata l'importanza dello sposo, i genitori tentarono di anticipare le nozze al 1488, ma Ludovico fece intendere al suocero di essere troppo occupato negli affari di Stato e che la sposa era ancora troppo giovane. La data fu fissata per il maggio 1490 e si dispose una dote di 40 000 ducati; da maggio Ludovico rimandò però all'estate, poi disdisse per l'ennesima volta, sconcertando i duchi di Ferrara, che a questo punto dubitarono della sua reale volontà di sposare Beatrice. Il motivo di questo comportamento fu attribuito alla nota relazione che Ludovico intratteneva con la bella Cecilia Gallerani. Per scusarsi dei continui rinvii, nell'agosto 1490 egli offrì in dono alla promessa sposa una splendida collana e fissò le nozze per il gennaio successivo.

### A Milano (1491-1497)

#### Le nozze
Il 29 dicembre 1490 Beatrice lasciò Ferrara accompagnata dalla madre Eleonora, dal fratello Alfonso, dallo zio Sigismondo e da un corteo di nobili e damigelle. A causa dell'inverno particolarmente rigido il Po era ghiacciato e si dovette ricorrere all'uso di lilze fino a Brescello, dove Galeazzo Visconti li raggiunse con la flotta sforzesca. Il 16 gennaio 1491 approdarono a Pavia, calorosamente accolti da Ludovico, e il 18 furono celebrate le nozze nel castello. Tra il 26 e il 28 gennaio si tenne a Milano una spettacolare giostra cui parteciparono un gran numero di personalità illustri con vesti e armature dalle fogge stravaganti. Essa vide quale vincitore Galeazzo Sanseverino, genero di Ludovico e capitano generale sforzesco. Quest'ultimo fu una delle persone più care che Beatrice ebbe a Milano, insieme a Bianca Giovanna, figlia illegittima del marito e moglie del suddetto Galeazzo, all'epoca ancora bambina, ch'ella voleva con sé in ogni occasione.

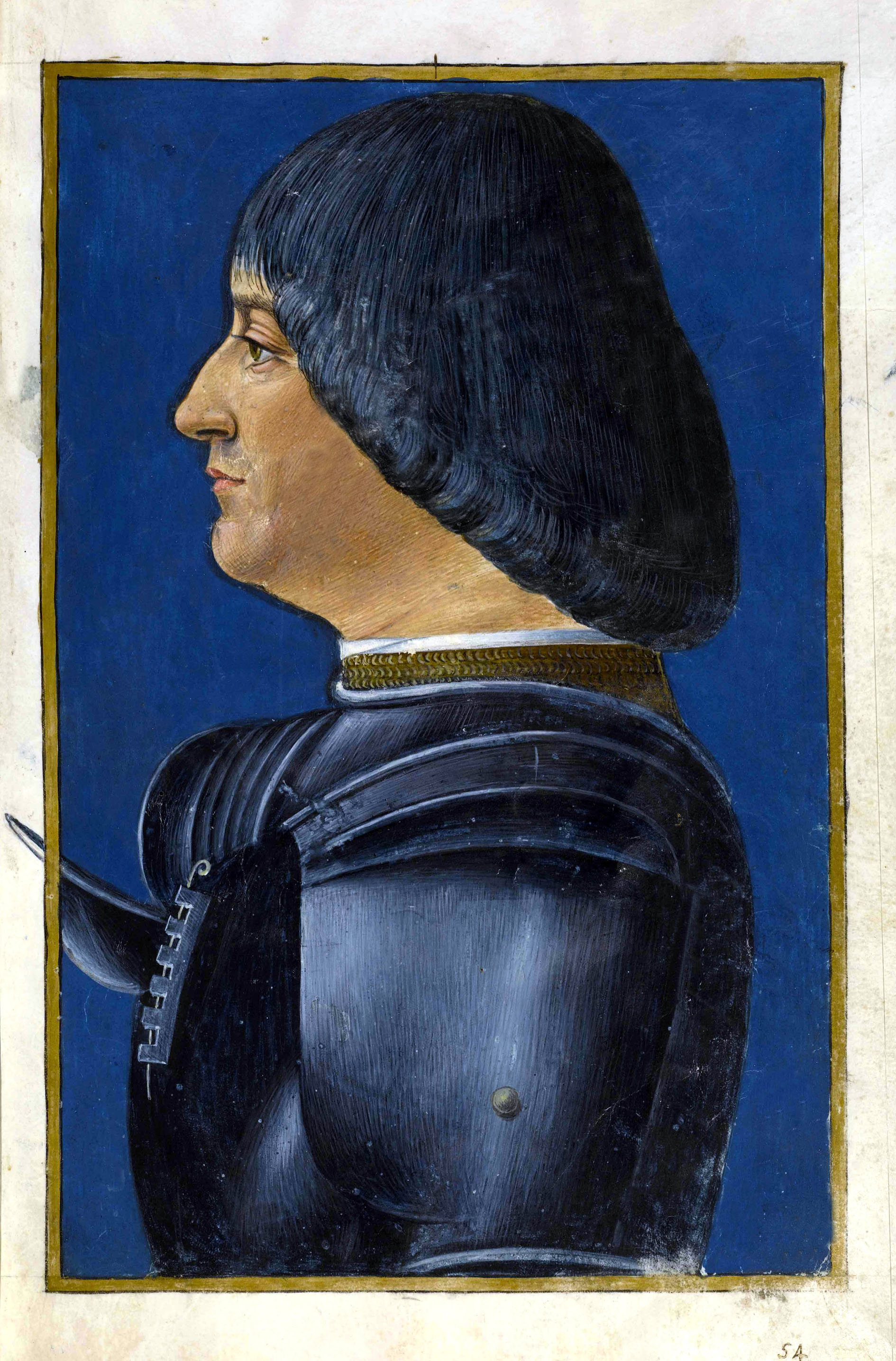
Ludovico Sforza, 1496

Il matrimonio fu dichiarato subito consumato, in verità rimase segretamente in bianco per oltre un mese: Beatrice, inizialmente entusiasta all'idea delle nozze, all'arrivo a Pavia s'era fatta improvvisamente schiva e silenziosa; "mezza persa" la definisce l'ambasciatore estense Giacomo Trotti. Ella non provava alcuna attrazione verso il trentottenne marito e si ribellava a ogni suo tentativo di possederla, ma se Ludovico ebbe rispetto dell'innocenza della sposa quindicenne e non volle forzarla, attendendo con pazienza che fosse disposta a concedersi spontaneamente, i duchi di Ferrara premevano invece per affrettare la consumazione: solo così il matrimonio sarebbe stato ritenuto valido, viceversa era passibile di annullamento, con grave disonore della famiglia.
Ludovico aveva optato per una strategia seduttiva, e univa a carezze e baci anche ricchissimi doni quotidiani. Malgrado l'impegno profuso nell'avvezzarla ai giochi amorosi, però, Beatrice restava "in superlativo vergognosa" e ancora a metà febbraio Ludovico non era riuscito a concludere nulla: se ne lamentava con l'ambasciatore Trotti, dicendo d'essersi visto costretto a sfogarsi con Cecilia, «poiché sua molgere [moglie] cussì voleva, per non volere stare ferma», e che quando andava nel suo letto ella "mostrava non il sentire, fingendo de dormire, dicendome che la sta salvaticha et vergognosa pure al sollito". L'ambasciatore a sua volta rimproverava Beatrice della sua frigidità e la invitava a mettere «da canto tanta vergogna», ma senza troppo successo, in quanto ella gli si mostrava «un poco selvaggetta».

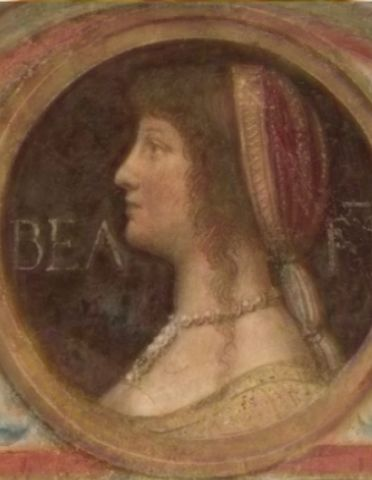
Lunetta di Beatrice in Palazzo degli Atellani, inizi XVI secolo, attr. Bernardino Luini

Neppure le continue pressioni esercitate dal padre sulla figlia ebbero effetto. La vicinanza del marito le causava infatti una incredibile angoscia: ella scriveva alla madre di essersi sforzata di mostrarglisi allegra più che aveva potuto, ma solo per obbedire ai suoi comandi. La situazione si risolse infine spontaneamente poco dopo, quando nel marzo-aprile le lettere di lamentele del Trotti si trasformarono in elogi rivolti dal Moro alla moglie. Adesso egli dichiarava di non pensare più a Cecilia, ma solo a Beatrice, «a la quale el vole tutto il suo bene, et de epsa piglia gran piacere per li suoi costumi et bone maniere», lodandola perché «oltre che la era lieta de natura, la era tuta incigno [ingegno] et molto piacevolina et non mancho modesta». Anche le lettere di Beatrice cambiarono tono ed ella si mostrava ormai soddisfattissima, forse anche innamorata, del marito che il padre le aveva scelto.

#### Rivalità con la cugina
Pur essendo solamente reggente, fin dal 1480 Ludovico governava Milano come signore assoluto: gli mancava tuttavia una discendenza legittima che gli permettesse di scalzare il nipote Gian Galeazzo dal trono. Nel dicembre 1491 egli condusse la moglie a vedere il Tesoro dello Stato, ammontante a ben un milione e mezzo di ducati, e le promise che, se gli avesse dato un figlio maschio, l'avrebbe resa signora e padrona di tutto; viceversa, morendo lui, le sarebbe rimasto ben poco. Effetto fu che, già nel gennaio 1492, Beatrice predisse all'ambasciatore fiorentino che entro un anno lei e il marito sarebbero stati duchi di Milano, e l'ostilità fra lei e la cugina Isabella d'Aragona, moglie di Gian Galeazzo, si fece intensissima. Beatrice era infatti trattata come la vera duchessa, né Isabella, "rabiosa et disperata de invidia", poteva sopportare di vedersi superata in tutti gli onori dalla cugina.
Dopo un anno trascorso spensieratamente fra molti divertimenti, Beatrice si trovò in attesa di un figlio. Non per questo interruppe passatempi violenti e pericolosi quale la caccia, tuttavia nell'ottobre-novembre 1492 un grave attacco di febbri malariche mise a rischio sia la madre che il nascituro. Assistita continuamente dall'amoroso marito, Beatrice si ristabilì in tempo per il parto. Nel gennaio 1493 Eleonora d'Aragona tornò a Milano per assisterla e portò con sé comare Frasina, la levatrice di famiglia, con l'aiuto della quale, il 25 gennaio, Beatrice diede alla luce il primogenito Ercole Massimiliano. Il parto fu semplice e veloce ed ella non ne risentì affatto.
Sua preoccupazione primaria fu da quel momento assicurare al figlio la successione al ducato di Milano, il quale spettava però in via legittima al figlio di sua cugina Isabella, al cui scopo persuase il marito a nominare il piccolo Massimiliano conte di Pavia, titolo spettante esclusivamente all'erede al ducato. Isabella, capendo le intenzioni dei coniugi, scrisse al padre Alfonso un'accorata richiesta di aiuto. Re Ferrante, tuttavia, non aveva alcuna intenzione di scatenare una guerra, anzi dichiarava di amare entrambe le nipoti alla stessa maniera e le invitava alla prudenza, cosicché la situazione rimase stabile sino a che il re fu in vita.

#### Missione diplomatica a Venezia
Nel maggio 1493 Ludovico decise di inviare la moglie quale sua ambasciatrice a Venezia, al fine di ottenere l'appoggio della Serenissima alla sua legittimazione quale duca di Milano. Egli puntava così a saggiare le intenzioni della Repubblica, mentre concludeva gli accordi con l'imperatore Massimiliano d'Asburgo e gli concedeva in sposa la nipote Bianca Maria Sforza, accompagnata da una favolosa dote di 300 000 ducati d'oro, più altri 100 000 per l'investitura ducale.
La missione era molto delicata: in apparenza quella di Beatrice era una banale visita di rappresentanza, per congratularsi della lega appena conclusa; in verità ella avrebbe dovuto trattare col Senato, da sola, questioni politiche segretissime, ignote ai suoi stessi familiari e cortigiani. I coniugi passarono prima per Ferrara, festosamente accolti dai duchi. Isabella d'Este, per non sfigurare al confronto con la sorella, lasciò Ferrara prima del loro arrivo per recarsi in anticipo a Venezia. Il 25 maggio Beatrice partì accompagnata dalla madre Eleonora, dal fratello Alfonso e da vari segretari e consiglieri, con un seguito di più di 1 200 persone.

Essi navigarono su un mare pericolosamente mosso che suscitò parecchi timori fra i presenti, ma non in Beatrice, la quale si divertì a sbeffeggiare i paurosi della comitiva: "arrivassimo al porto de Chioza, dove cominzando [a] ballare le nave, io haveva grande piacere a vederle, [...] ma [...] li fu in la compagnia [di quelli] che temetteno molto bene", avvisando il marito che la maggior parte dette di stomaco. La mattina del 27 maggio sbarcarono presso San Clemente, dove Beatrice trovò il doge ad attenderla. Questi la sollecitò a salire bordo del Bucintoro, che si diresse verso il Canal Grande. Nei giorni seguenti venne invitata a un'adunanza del Maggior Consiglio, a una sontuosa colazione a Palazzo Ducale, visitò l'Arsenale, Murano, la basilica di San Marco e il Tesoro.
Niccolò de Nigris scrisse a Ludovico che i gioielli della moglie avevano senz'altro attirato l'attenzione, "ma non manco se dice della bela gioia de la Signoria che è lei medesima, cioè la mia eccellentissima Madonna, li modi et giesti de la quale dano admiratione ed piacere a tuta la brigata, siché la S. V. si può ben tenere, come è, lo più felice de li principi del mondo. Che N. S. Dio la conservi longamente".
Finalmente, il 30 maggio, ricevette segretamente nella propria camera tre oratori deputati dalla Signoria e, fatti uscire tutti i propri gentiluomini e segretari, rimase da sola con loro, dicendo di volere che "el tuto fosse tenuto segretissimo segondo la importantia sua". Presentò allora un memoriale, consegnatole dal marito prima della partenza, col quale egli comunicava, fra le altre cose, le sue pratiche con l'imperatore per l'ottenimento dell'investitura al ducato di Milano. Dopodiché mostrò una seconda lettera del marito, appena giuntale da Belriguardo, dicendo "questa è mo più gagliarda": con essa annunciava infatti la ferma intenzione di Carlo VIII di compiere l'impresa contro il regno di Napoli e di nominare Ludovico capo e conduttore di detta impresa. Egli desiderava dunque conoscere il parere della Signoria, chiedendo che fosse comunicato alla moglie prima della sua partenza da Venezia, altrimenti a lui stesso quando fosse giunto a Milano. I veneziani le risposero che quanto riferito era assai grave e si limitarono a vaghe rassicurazioni.
Delusa dall'esito della missione, Beatrice tentò, di sua iniziativa, un'ultima mossa: nel congedarsi dal doge, gli fece presente che, sebbene gli affari fossero trattati a nome di Gian Galeazzo, era suo marito a governare a piacimento e ad avere in mano le fortezze e le finanze del ducato, tanto da potersi ritenere l'unico vero padrone della Lombardia. Anche stavolta, tuttavia, ricevette una risposta evasiva dal doge, che non volle compromettersi. Fu comunque lodata come donna "de grande ingenio accompagnato da prudentia et laudabili modi". La missione del resto partiva già con poche speranze di successo, poiché fin dall'inizio la Repubblica non intendeva appoggiare Ludovico.
(Robert de La Sizeranne, Béatrice d'Este et sa cour, 1920, p. 53)

### La prima invasione francese (1494-1495)
Il 25 gennaio 1494 morì il vecchio re Ferrante, il quale presagiva già lo scatenarsi di una guerra che aveva tentato con tutte le forze di evitare. Una volta salito al trono, suo figlio Alfonso II non esitò a correre in aiuto della figlia Isabella, dichiarando guerra al cognato Ludovico. Questi rispose alle minacce lasciando via libera a re Carlo VIII di Francia di scendere in Italia per conquistare il regno di Napoli, il quale costui riteneva proprio di diritto, essendo stato sottratto dagli Aragonesi agli Angiò.

#### Accoglienze galanti
Nel luglio Beatrice, di nuovo incinta, accolse a Milano il duca Luigi d'Orléans, cugino del re, il quale giungeva in Italia con le avanguardie dell'armata francese; quindi, l'11 settembre, si recò in Asti per incontrare Carlo VIII in persona. I due furono accolti con grandi tripudi e feste, e pretesero entrambi, secondo l'usanza francese, di baciare sulla bocca la duchessa e tutte le belle damigelle del suo seguito. Questa usanza di "baxare et tochare" le donne altrui destò inizialmente qualche fastidio negli italiani, che non vi si abituarono mai volentieri. Ciò malgrado Beatrice invitò anche la sorella a venire a baciare il conte Gilberto di Borbone e altri che presto sarebbero giunti.
Re Carlo, in particolare, ne rimase grandemente affascinato: prese singolare diletto nel vederla danzare e ne richiese un ritratto, occupandosi personalmente di procurare il pittore (Jean Perréal) e una ventina di abiti per vedere quale stesse meglio indosso a Beatrice, la quale era "più bella che la fusse may". Anche i rapporti fra la duchessa e Luigi d'Orléans si mantennero all'inizio estremamente galanti, e i due si scambiavano di frequente regali accompagnati da bigliettini affettuosi. Ludovico non se ne mostrava geloso: diverso fu il caso dell'irresistibile signore di Beauvau, combattente "valoroso e audace" e molto amato dalle donne, che palesava un eccessivo "entusiasmo" nei confronti di Beatrice. Secondo alcuni storici fu per questa ragione che Ludovico, offeso dall'assiduo corteggiamento del cavaliere, approfittò di una malattia di re Carlo per allontanare la moglie da Asti, la quale in effetti si ritirò nel vicino castello di Annone, mentre egli continuava da solo a recarsi ogni giorno ad Asti.
(Pierre de Lesconvel, Anecdotes secretes des règnes de Charles VIII et de Louis XII.)
L'esuberanza di Beatrice colpì molto la fantasia dei francesi, tanto da entrare a far parte del loro immaginario culturale. Un anonimo poeta francese del tempo, compiendo una rassegna "delle donne di diverse nazioni", l'avrebbe rappresentata addirittura due volte: la prima, in maniera implicita, come La Lombarda; la seconda, in maniera esplicita, come la duchesse de Bar.
La Lombarda è dipinta come una donna civettuola e baldanzosa, pur tenuta a freno dal geloso marito, che delude perciò le aspettative dei francesi, e specialmente del suo rivale in amore, l'amy privée: "Se donna al mondo ha il cuore franco e gaio, / io milanese in questo fatto ho fama, / più che null'altro ha il mio amico segreto, / ma il geloso mi tiene tanto a bada, / che dei francesi l'attesa è gravata".
La duchesse de Bar, che chiude la rassegna, è l'unica ad avere un'identità concreta, certamente riconoscibile in Beatrice la quale all'epoca portava ancora questo titolo: "Per portamento fiero e volto allegro, / Costume sontuoso nel nuovo stile, / Per gentile benvenuto e scelta bellezza, / Non c'è nessuno nella memoria / che abbia mai così tanto compiaciuto Carlo il re di Francia."
I francesi, d'altro canto, erano considerati dagli italiani alla stregua di maniaci sessuali, il cui solo pensiero fosse sedurre donne, come riporta lo stesso Marin Sanudo: "la consuetudine de Franzesi [è] de voler sopra tutto star a piacer con donne, et el suo clima a Venere è molto dato".

#### L'investitura ducale
Nel frattempo il 21 ottobre 1494 moriva il legittimo duca Gian Galeazzo e Ludovico otteneva per acclamazione del senato che il titolo ducale passasse a lui e ai suoi discendenti legittimi, scavalcando così nella successione il figlio maschio che Gian Galeazzo lasciava. Tre giorni dopo, pur essendo al sesto mese di gravidanza, Beatrice accompagnò il marito al campo militare francese presso Fornovo e poi seguì l'esercito fino in Toscana. Qui, sdegnato dall'alterigia del re, Ludovico maturò la decisione di staccarsi dall'alleanza francese per formare con le altre potenze italiane una Lega atta a scacciare gli stranieri dalla penisola. Rientrata a Milano, e assistita dalla sorella, Beatrice partorì il 4 febbraio 1495 il secondogenito Francesco, ma i tempi di guerra non concedevano tregua ed ella, che non si era fermata fino al giorno del parto, si concesse poi appena un paio di settimane di riposo prima di tornare alle consuete attività, cosa che meravigliò l'intera corte. L'investitura ufficiale da parte dell'imperatore arrivò il 26 maggio, e fu solennizzata da una grande cerimonia in Duomo.
Fu in questo contesto che Beatrice, ormai ventenne, giunse alla sua piena maturazione politica. Ludovico, che aveva passato i quaranta, era avviato verso la decadenza fisica e mentale: la sua strategia altalenante aveva rivelato tutte le sue debolezze e contraddizioni, e Beatrice si rese conto che non sempre le sue scelte erano improntate a lungimiranza: "senza che nessuno dei due lo ammettesse a parole, il rapporto tra Beatrice e il marito cambiò; L'attrazione fisica, che si era affievolita negli ultimi tempi, lasciò il posto a un legame interiore più sottile, nel quale le mancanze di Ludovico venivano colmate dalla moglie". Man mano che si acuivano i tentennamenti dell'uno, aumentava il prestigio a corte dell'altra.

### L'assedio di Novara
L'11 giugno Luigi d'Orléans, ormai divenuto nemico, occupò con le proprie truppe la città di Novara e si spinse sino a Vigevano, minacciando concretamente di attaccare Milano con l'intenzione di usurpare il ducato, il quale riteneva suo di diritto essendo egli discendente di Valentina Visconti. Ludovico s'affrettò a chiudersi con la moglie e i figli nella Rocca del Castello di Milano ma, non sentendosi ugualmente al sicuro, meditò di abbandonare il ducato per rifugiarsi in Spagna. Solo la ferrea opposizione della moglie e di alcuni membri del consiglio, come scrive il Corio, lo convinsero a desistere da quest'idea:
(Carlo Morbio, storia di Novara dalla dominazione de' Farnesi sino all'età nostra contemporanea, G. Ferrario, 1834, p. 130)

#### Presunta infermità di Ludovico
A causa però delle gravi spese sostenute per l'investitura, lo Stato era sull'orlo del tracollo finanziario e non v'erano soldi per mantenere l'esercito; si temeva una rivolta popolare. Scrive il Comines che, se il duca d'Orléans avesse avanzato solo di cento passi, l'esercito milanese avrebbe ripassato il Ticino, ed egli sarebbe riuscito ad entrare a Milano, poiché alcuni nobili cittadini si erano offerti di introdurvelo. A questo punto le fonti divergono: secondo il cronista Malipiero, Ludovico non resse alla tensione e fu colpito, pare, da un ictus che lo lasciò per breve tempo paralizzato: "El Duca de Milan ha perso i sentimenti, se abandona sé mede[s]mo".
Beatrice si trovò pertanto da sola a fronteggiare il grave pericolo. Riuscì comunque a destreggiarsi egregiamente: si assicurò l'appoggio e la fedeltà dei nobili milanesi, prese i necessari provvedimenti per la difesa e abolì alcune tasse in odio al popolo. Da Bernardino Zambotti sappiamo che il marito la nominò ufficialmente governatrice di Milano insieme al di lei fratello Alfonso, il quale cadde però ben presto ammalato di sifilide. Una lettera di Beatrice del 17 luglio testimonia in effetti di una grave malattia di Ludovico, ma dalle fonti milanesi risulta che ancora a fine giugno egli fosse sano e che continuasse a riunire egli il consiglio e a prendere i provvedimenti, sebbene fosse disperato e a ogni occasione si ritirasse in un angolo a piangere e a dolersi "de questa soa desgratia et adversa fortuna". Secondo Francesco Guicciardini, la sua unica malattia era la paura.
(Cronaca di Genova scritta in francese da Alessandro Salvago, tipografia del R. Istituto de' sordo-muti, 1879, pp. 71-72)

#### Provvedimenti di Beatrice

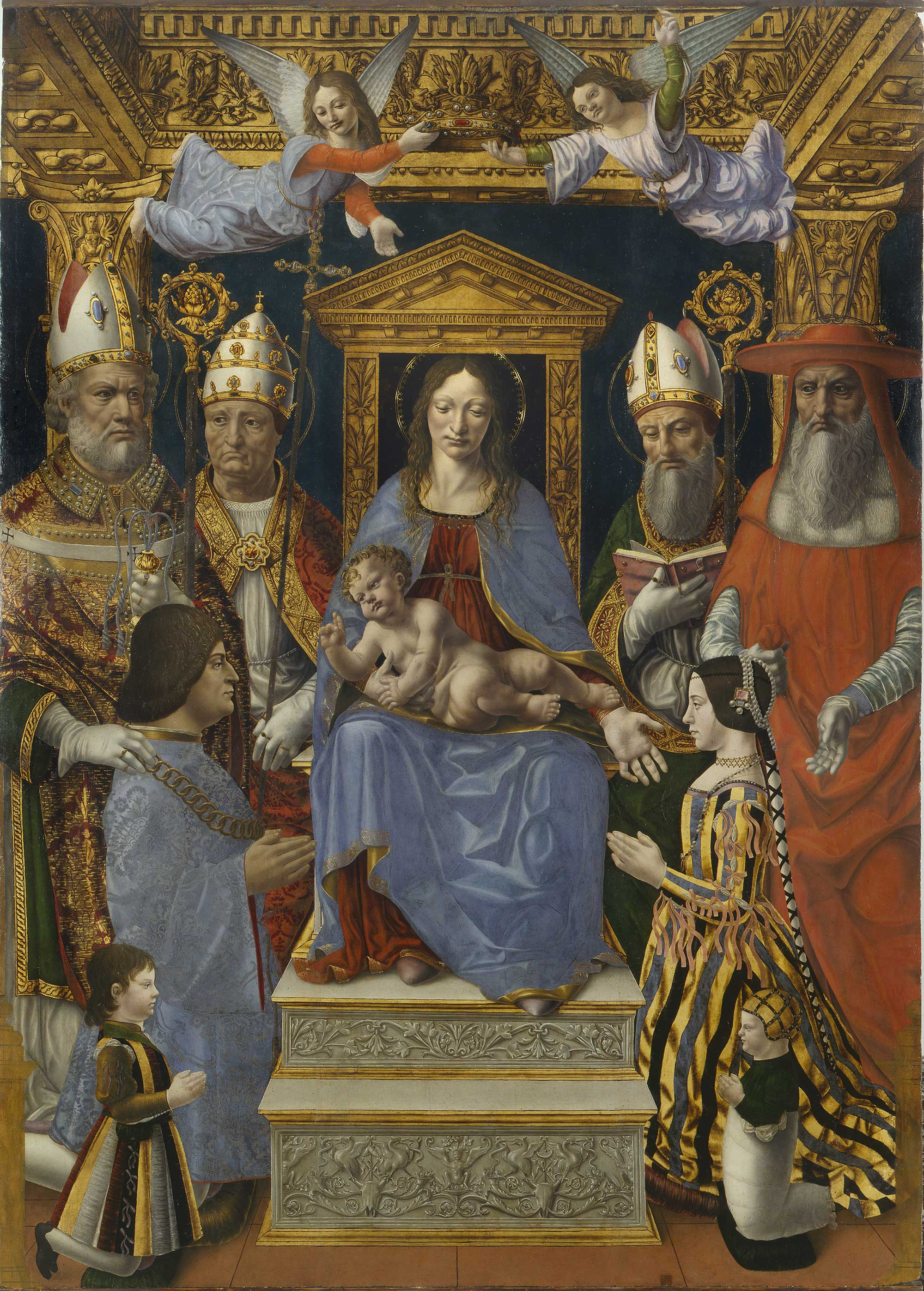
Beatrice ritratta col marito e i figli nella Pala Sforzesca, 1494-96 ca.

L'imperatore Massimiliano, che non conosceva ancora Beatrice, e che forse ne aveva intuito l'influenza, suggerì al Moro di confinarla con le sue dame a Cremona, poiché le donne "multe volte sono causa de la perdita de le forteze", ma Ludovico non gli diede retta. Si vociferava intanto che il duca Ercole non volesse il recupero di Novara, essendo in combutta coi francesi, e insieme ai fiorentini sovvenisse segretamente l'Orléans, e che alcuni condottieri sforzeschi - fra cui Fracasso, caposaldo dell'esercito - facessero il doppio gioco col re di Francia.
Beatrice fin da maggio aveva, con suppliche e minacce, richiesto aiuti economici e militari al padre Ercole il quale, per non esporsi, acconsentì a mandare soltanto il denaro, ma rifiutò d'inviare uomini d'arme. Di fronte alla prospettiva di perdere lo Stato, il 14 giugno Beatrice mandò a chiamare l'ambasciatore Giacomo Trotti e "cum le lacrime a li occhi" lo pregò di scrivere immediatamente all'Eccellenza di suo padre, "pregandola, supplicandola et scongiurandola per viscera Virginis Marie, quando le preghiere de altri non valgano, che in questo turbilentissimo et dolendo affanno la voglia per Dio et per la Croce compiacere, suo marito et lei, di tuti li cavali legeri et de magiore numero che la pote", ma Ercole si mostrò sordo a ogni richiesta.
Più che la parentela, si rivelò perciò fruttuosa l'alleanza con Venezia, che mandò subito in soccorso Bernardo Contarini, provveditore degli stradioti, il quale giunse il 21 giugno. Beatrice comprese la necessità di una dimostrazione di forza che infondesse coraggio nei milanesi, ma poiché Galeazzo Sanseverino, suo capitano generale, indugiava, e Ludovico non era intenzionato a muoversi da Milano, ella decise di agire da sola: il 27 giugno sfilò a cavallo, in pompa magna, per le strade della città, al fine di placare l'ostilità del popolo e di ricordare loro che avevano ancora un capo. Poi, la notte, si recò da sola all'accampamento militare di Vigevano per supervisionarne l'ordine e animare i capitani contro il francese, nonostante il duca d'Orléans per tutto il giorno facesse scorrerie in quella zona. La cosa fu però malvista dai soldati, i quali non comprendevano perché si fosse presentata in campo la moglie, mentre il marito restava al sicuro in castello e da lì faceva i suoi provvedimenti:
(Marin Sanudo, La spedizione di Carlo VIII in Italia)
Ella ottenne che al mattino l'esercito finalmente avanzasse contro il nemico e recuperasse le posizioni perdute nei giorni precedenti; dispose che il campo fosse spostato nel proprio feudo di Cassolo, supervisionò l'ordine di questo e delle squadre di soldati, quindi si fermò ad alloggiare a Vigevano. Qui, a testimonianza dei primi successi, Bernardo Contarini le fece portare dai propri stradioti alcune teste mozzate di francesi, ed ella li ricompensò con un ducato per ognuna.
(Lettera del 5 luglio 1495 di Bernardo Contarini a Ludovico Sforza.)
L'opinione del Guicciardini è che se l'Orléans avesse tentato subito l'assalto, avrebbe preso Milano, poiché la difesa era inconsistente, ma la dimostrazione di forza di Beatrice valse a confonderlo nel fargli credere le difese superiori a quel che erano, cosicché egli non osò tentare la sorte e si ritirò dentro Novara. L'esitazione gli fu fatale, poiché permise all'esercito di riorganizzarsi e circondarlo, costringendolo così a un lungo e logorante assedio che decimò i suoi uomini a causa di carestia ed epidemie, assedio dal quale uscì infine sconfitto alcuni mesi dopo su imposizione di re Carlo che faceva ritorno in Francia.
(Francesco Giarelli, Storia di Piacenza dalle origini ai nostri giorni, p. 292)
Ai primi di agosto Ludovico si recò con la moglie al campo di Novara, dove risiedettero per qualche settimana durante lo svolgimento dell'assedio. In occasione della loro visita si tenne, per il piacere della duchessa che molto apprezzava i fatti d'arme, una memorabile rivista dell'esercito al completo: Ludovico, anch'egli armato, guidava ciascuna schiera al cospetto della moglie, chiedendole di volta in volta il suo parere, e i capitani fecero a gara nell'impressionarla. La presenza di Beatrice non piacque troppo al marchese di Mantova suo cognato, allora capitano generale della Lega: in seguito a una terribile rissa scoppiata il 24 settembre per cause poco chiare, Francesco invitò il Moro a rinchiudere la moglie «ne li forzieri».
(Marin Sanudo, La spedizione di Carlo VIII in Italia)
Poiché i tedeschi volevano fare "crudelissima vendetta" contro gli italiani, Ludovico supplicò Francesco di salvare Beatrice, temendo che fosse violentata o uccisa. Il marchese "cum animo intrepido" cavalcò fra i tedeschi e non senza grande fatica riuscì a mediare la pace. "El che quando Ludovico l'intese restò il più contento homo dil mondo, parendoli havere reaquistato il Stato et la vita, insieme cum l'honore la mogliere, de la qual sola più che de tutto il resto temeva".
Beatrice partecipò personalmente ai consigli di guerra, nonché alle trattative di pace, come a tutte le riunioni tenutesi coi francesi, i quali non mancarono di mostrarsi stupefatti nel vederla collaborare attivamente al fianco del marito.
(René de Maulde La Claviere, Les femmes de la Renaissance, 1898, p. 432)

### L'imperatore
L'anno 1496 fu segnato dalla costante ricerca da parte dei coniugi di alleati contro il duca d'Orléans; nell'estate essi incontrarono perciò Massimiliano I d'Asburgo a Malles. L'imperatore fu particolarmente gentile nei confronti della duchessa, arrivando a tagliarle personalmente le pietanze nel piatto, e volle tenerla per mano e ch'ella sedesse in mezzo fra sé e il duca. Sanudo annota poi che "a contemplation di la duchessa de Milano", cioè per volontà di lei, o piuttosto per desiderio di rivederla, Massimiliano passò "quel monte sì aspro" e in maniera del tutto informale, senza alcuna pompa, venne a Como, quindi si trattenne per qualche tempo a Vigevano in rapporti strettamente amichevoli coi duchi. Egli, che trattava con indifferenza la moglie Bianca Maria, non nascose la propria ammirazione per Beatrice. Probabilmente ne era rimasto affascinato per le abilità venatorie e per il carattere tenace, ma l'incontro aveva anche uno scopo politico: sollecitare l'imperatore all'impresa di Pisa in funzione antifrancese.

### La morte
Negli ultimi mesi i rapporti fra i coniugi si erano logorati a causa della relazione adulterina che Ludovico intratteneva con Lucrezia Crivelli, dama di compagnia della moglie. Sebbene l'amasse ancora tantissimo, Ludovico non trovava più gusto nel sorprendere con la propria generosità la moglie che, ormai ricca e potente, non aveva bisogno di lui, e cercava soddisfazione altrove: nella più povera cognata Isabella e nell'amante. Nonostante i malumori, nell'estate Beatrice si trovò gravida per la terza volta, ma ciò non le impedì né il faticoso cammino delle Alpi, né di continuare a viaggiare sino all'ultimo. La gravidanza fu però complicata sia dai dispiaceri causati dalla scoperta che anche Lucrezia attendeva un figlio da Ludovico, sia dalla prematura quanto tragica morte dell'adorata Bianca Giovanna, sua carissima amica sin dal primo giorno dell'arrivo a Milano. Il parto avvenne infine la notte del 2 gennaio 1497, ma né la madre e né il figlio sopravvissero.

#### Il dolore del Moro
Ludovico impazzì dal dolore e per settimane rimase rinchiuso al buio nei propri appartamenti, con le finestre serrate. I suoi capelli divennero grigi e si lasciò crescere la barba, indossando da quel momento in poi solamente abiti neri con un mantello stracciato da mendicante. Egli decretò l'apoteosi della moglie, della quale creò un vero e proprio culto. Sua preoccupazione primaria divenne l'abbellimento del mausoleo di famiglia e lo Stato, trascurato, andò in rovina, proprio in un momento in cui il duca d'Orléans, spinto da un odio feroce, minacciava una seconda spedizione contro Milano.

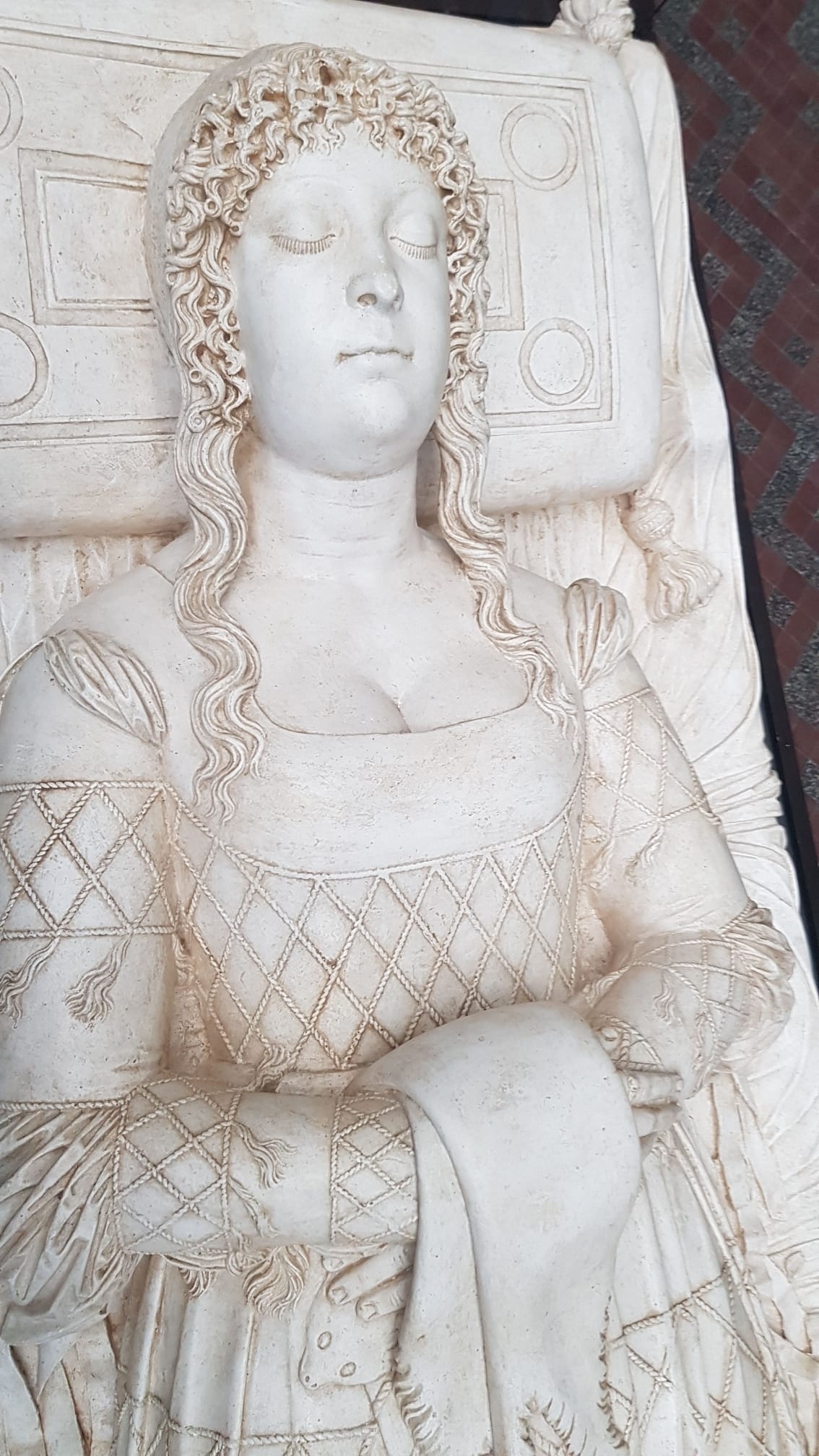
Particolare del cenotafio con l'effige di Beatrice: calco del Victoria and Albert Museum

L'ambasciatore Antonio Costabili riferì al duca Ercole che il Moro «non credeva potere mai tollerare cussì acerba piaga» e che ammetteva di aver maltrattato la moglie negli ultimi tempi, cosa per cui si trovava «malcontento sino al anima». Disse che sempre aveva pregato Dio perché la moglie lo lasciasse dopo di lui, avendo riposto in lei ogni speranza per il futuro, ma poiché a Dio non era piaciuto, lo pregava e sempre lo avrebbe pregato affinché, «se possibile è che mai uno vivo possa vedere uno morto», gli concedesse la grazia di vedere Beatrice per l'ultima volta così da chiederle perdono, poiché «l'amava più che se stesso».
L'imperatore Massimiliano, nel condolersi col Moro, scrisse che "niente di più pesante o di più molesto poteva accaderci in questo momento, che essere tanto repentinamente privato di una congiunta tra le altre principesse a noi carissima, dopo l'incominciata più abbondante familiarità delle sue virtù, e che tu in verità, il quale da noi primariamente sei amato, sia stato privato non soltanto di una dolce consorte, ma di un'alleata del tuo principato, del sollievo dai tuoi affanni e dalle tue occupazioni. [...] Alla tua felicissima consorte non mancò nessuna virtù o della fortuna o del corpo o dell'animo che da chiunque potesse essere desiderata; nessuna dignità, nessun merito che potesse essere aggiunto".
Nel 1499 Luigi d'Orléans tornò una seconda volta a reclamare il ducato di Milano e, non essendoci più la fiera Beatrice a fronteggiarlo, ebbe facile gioco sull'avvilito Moro, che dopo una fuga e un breve ritorno finì i suoi giorni prigioniero in Francia.
(Raffaele Altavilla, Breve compendio di storia Lombarda)

## Aspetto e personalità
(Vincenzo Calmeta, Elogio a Beatrice, in Triumphi, canto I, vv. 79-85)

### Aspetto fisico

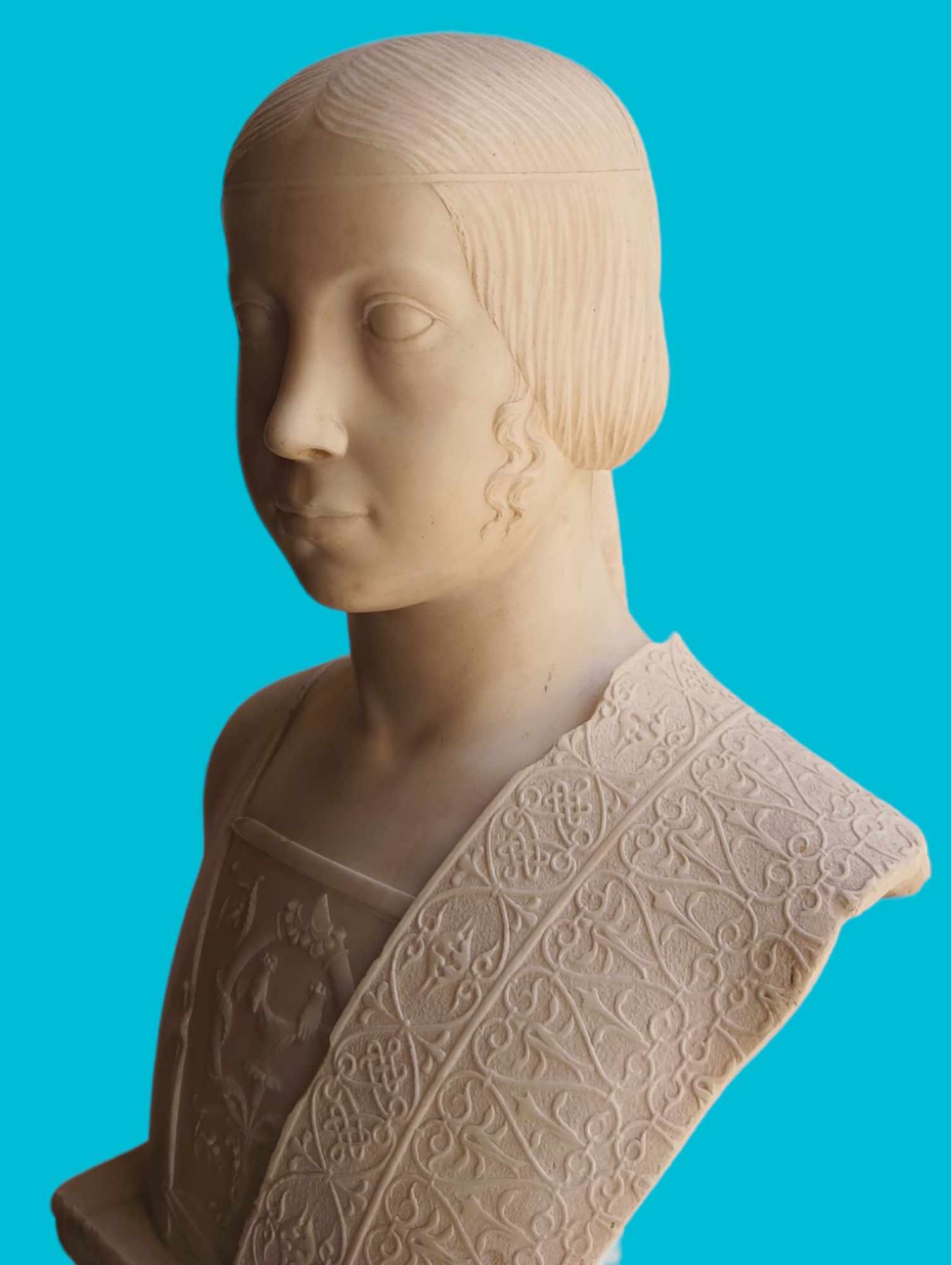
Busto di Beatrice d'Este fanciulla, Giovanni Cristoforo Romano

I ritratti che di lei ci rimangono e le descrizioni di chi la conobbe ci restituiscono l'immagine di una giovane donna formosa, piacente, con un naso piccolo e leggermente rivolto all'insù, guance piene tipiche degli Aragonesi, mento breve e rotondetto, occhi scuri e capelli castani lunghissimi che teneva sempre avvolti in un coazzone, con qualche ciocca lasciata ricadere sulle guance, costume che aveva assunto già durante la propria infanzia a Napoli per volontà dell'avo Ferrante, il quale la faceva educare e abbigliare alla maniera castigliana.
I giudizi sul suo aspetto variano in base ai gusti dei singoli: l'ambasciatore Niccolò Sadoleto la considerava una bambina "bellissima", così anche Bernardino Zambotti, che la dice "de zentile aspecto e piacevole"; Francesco Muralto la presenta, ormai adulta, come «in giovanile età, bella e di colori corvini»; l'ambasciatore Trotti la giudicò invece, quindicenne, "picchola di persona, ma grossa e grassa". Sicuramente, come la sorella e i parenti aragonesi, tendeva alla pinguedine, ma si manteneva in forma con un'instancabile attività; inoltre sapeva come rendersi attraente e, pur non avendo lineamenti propriamente aristocratici, aveva fama di bella donna. Era di bassa statura e pertanto solita indossare pianelle per ridurre la differenza di altezza col marito, alto oltre un metro e ottanta.

### Personalità
Complice la giovane età, Beatrice era di carattere allegro, spensierato, giocoso, ma, non diversamente dai fratelli maschi, era anche irriflessiva, violenta, impulsiva, e si lasciava facilmente trasportare dall'ira. "Selvatica" e "selvaggia" la definisce infatti l'ambasciatore Trotti. Ne sono prova diversi episodi, fra cui uno famoso dell'aprile 1491: recatasi al mercato mentre pioveva, si azzuffò con certe popolane che l'avevano insultata per via dei panni con cui lei e le dame s'erano riparate la testa dalla pioggia, non essendo usanza a Milano di abbigliarsi a quel modo: "pare che per alcune done gli volesse esser ditto villania" - raccontò poi Ludovico alla cognata - "et la mia consorte se azuffò et cominciò a dirli villania a loro, per modo che se credeteno de venire a le mani". In un'altra occasione, accortasi che il marito aveva fatto confezionare due abiti uguali per lei e per l'amante, gli fece una scenata e pretese che Cecilia non lo indossasse, poi lo costrinse a troncare la relazione.

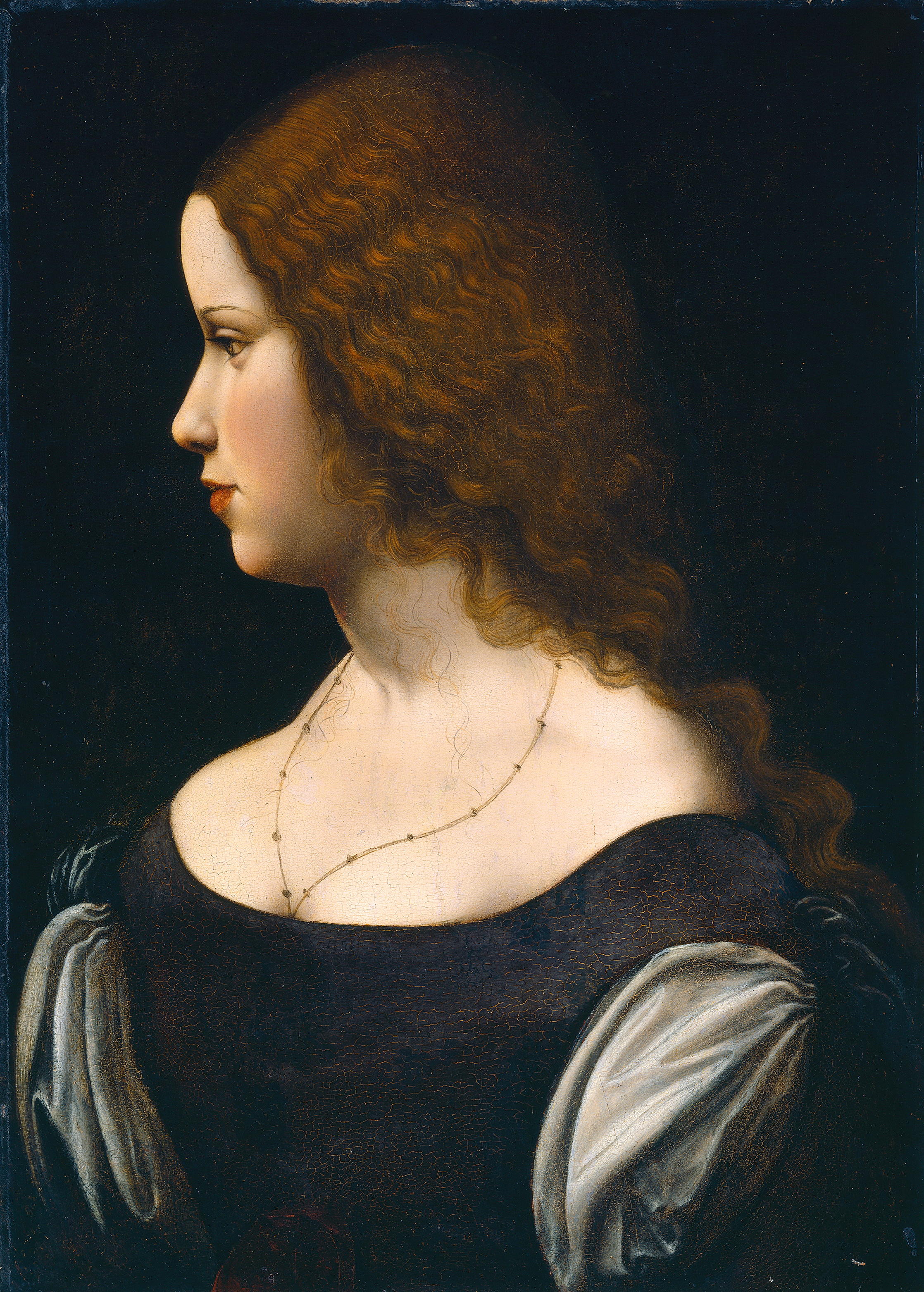
Ritratto di giovane donna, cerchia di Leonardo da Vinci. Identificato come ritratto di Beatrice d'Este ma dubbio

Orgogliosa e ostinata, nonostante fosse la figlia meno amata, fu quella che più somigliò al padre per indole, e dal padre ereditò senz'altro la spavalderia e l'animo "senza paura", poiché sembrava anzi trarre piacere dagli esercizi violenti e dalle situazioni di pericolo. Alcuni la giudicarono incoscienza, altri temerarietà, altri ancora pazzia; del resto Beatrice era perfettamente consapevole di essere bizzarra, e di ciò aveva anzi fatto la propria attrattiva.
Diversi storici vollero definirla una virago, poiché della virago ebbe tutte le caratteristiche: la sua passione per i fatti militari la induceva a soggiornare in mezzo ai soldati, e dal marito sappiamo pure che le piaceva addestrarsi all'uso delle armi: in una miniatura francese è raffigurata con un pugnale cinto al fianco, inoltre sapeva tirare "mirabilmente" di balestra, infatti nel 1493 uccise con essa un cinghiale dopo avergli inferto cinque ferite.
Era infatti appassionatissima di caccia, e non soltanto di quella col falcone - più propriamente femminile - bensì anche e soprattutto della cosiddetta "grande caccia", rivolta cioè contro animali di grossa taglia quali cervi, cinghiali e persino lupi. La sua spavalderia la mise più volte in pericolo di vita: nell'estate del 1491, durante una battuta, il suo cavallo fu urtato da un cervo imbizzarrito e si impennò alto «quanto è una bona lanza», ma Beatrice si tenne ben salda in sella e quando il marito e gli altri cortigiani riuscirono a raggiungerla, la trovarono che «rideva et non haveva una paura al mondo». Il cervo con i palchi le ferì un poco una gamba, ma ella non mostrò di avere male. L'anno successivo, nonostante fosse gravida del primogenito, si gettò all'assalto d'un cinghiale inferocito che aveva già ferito alcuni levrieri e per prima lo colpì.

Era un'eccellente cavallerizza e faceva spesso gare di corsa. I francesi si meravigliarono nel vederla in sella a un corsiero "in foggia che stava tutta dritta, né più né meno di quanto sarebbe un uomo". Ciò induce a credere che fosse solita montare a cavalcioni come gli uomini, contrariamente all'uso dell'epoca che prescriveva alle donne di procedere all'amazzone. Spesso giocava a palla coi fratelli e i cortigiani, sebbene tutte queste attività prettamente maschili, quali appunto l'equitazione, la caccia e la palla, fossero ufficialmente condannate nelle donne (così per esempio nel famoso Cortegiano). A ciò si aggiungevano altri passatempi egualmente violenti: una volta, giocando alla lotta, Beatrice buttò a terra la cugina; altra ancora organizzò una battagliola a cavallo lungo la strada per Pavia, assaltando all'improvviso la comitiva del marito che si recava a trovarla.
esso una specie di giovialità di condiscendenza. Tale era questa donna, che non poco
impero seppe esercitare sul marito stesso; il
quale tanto sapea raggirar gli altri. Mancava a
Lodovico il Moro l'ardimento; ed era Beatrice
che in questa parte sempre veniva in suo soccorso.»
(Giovanni Campiglio, Lodovico il Moro.)
Amava molto gli animali e il marito gliene faceva spesso dono: fra i tanti si contano numerosi cavalli, cani, gatti, volpi, lupi, una scimmia e perfino sorcetti. Le piaceva il gioco d'azzardo ed era capace di vincere a carte la straordinaria somma di 3000 ducati in un solo anno. Amava particolarmente danzare, arte in cui eccelleva con grazia singolare: il Muralto la dice capace di trascorrere l'intera notte ininterrottamente nei balli, e i francesi si meravigliarono che sapesse danzare perfettamente secondo la moda di Francia, nonostante dicesse che fosse la prima volta.
(Gaetano Sangiorgio, Recensioni e note bibliografiche.)

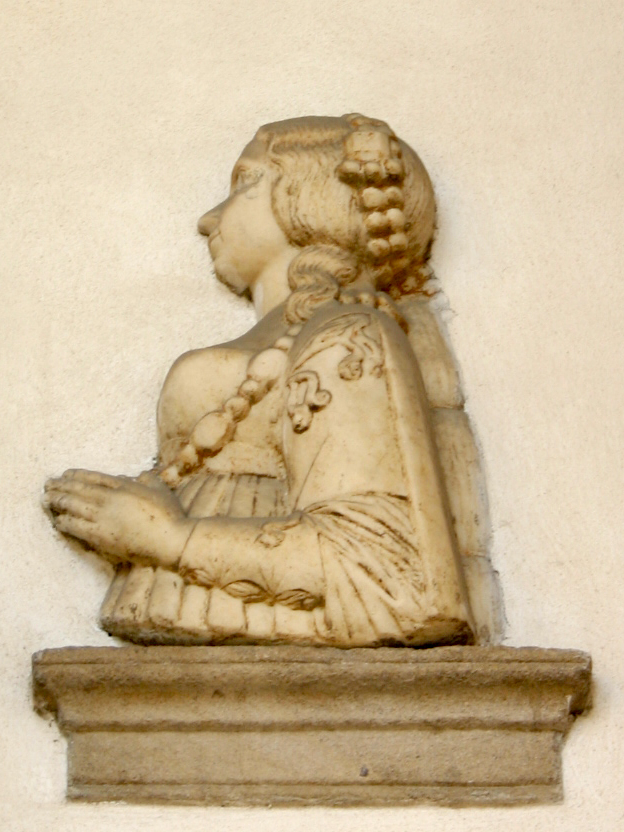
Busto di Beatrice nel portale d'ingresso della Canonica di Sant'Ambrogio

Quantunque religiosa, non fu austera riguardo alle questioni carnali: alcune delle dame del suo seguito avevano il compito d'intrattenere sessualmente i dignitari ospiti della corte. Non senza sorpresa gli storici ricordano come nel 1495, presso l'accampamento di Novara, Beatrice avesse procurato al cognato Francesco Gonzaga una "femmina di partito", ossia una prostituta d'alto rango, ufficialmente per preservare lui e la sorella dal devastante malfrancese, o forse per accattivarsene le simpatie, in quanto desiderava ricevere dal marchese il tesoro sequestrato dalla tenda di Carlo VIII a seguito della battaglia di Fornovo, tesoro del quale l'oggetto più interessante era un album contenente i ritratti licenziosi di tutte le amanti del re di Francia.
Tuttavia fu parecchio pudica per quanto riguardava la propria persona, difatti si affidò a una sola levatrice, comare Frasina da Ferrara, i cui servigi pretese anche durante il terzo parto, nonostante la donna fosse ammalata e nonostante il padre le avesse suggerito un'altra levatrice ferrarese ugualmente valente. Tante furono le insistenze della duchessa e le persone mobilitate, che alla fine comare Frasina si mise in viaggio raggiungendo Milano per tempo.
La corte di Milano amava molto le beffe e Beatrice in particolar modo, se Ludovico scrive ch'ella una mattina si divertì insieme alla cugina Isabella a buttar le dame giù da cavallo. Suo motto era "che quando se haveva ad fare una cosa o da schirzo o da dovero", bisognava "attendere ad farla cum studio et diligentia, aciò che la fosse ben facta". Gli scherzi più terribili erano però tutti ai danni del serioso ambasciatore Giacomo Trotti, il quale si ritrovò più volte la casa invasa da «gran quantità di volpotti, de lupi, et de gatti salvatici», che il Moro acquistava presso certi villani vigevanesi e che Beatrice, essendosi accorta quanto simili bestie fossero in «grandissimo oddio et fastidio» all'ambasciatore, gliene faceva gettare in casa quante più poteva per mezzo di camerieri e staffieri che ricorrevano ai più impensabili espedienti. Essendo l'ambasciatore avarissimo, Beatrice arrivò una volta perfino a derubarlo di quanto portava indosso, seppure per una buona causa: mentre Ludovico lo teneva fermo per le braccia, ella gli tolse due ducati d'oro dalla borsa, il cappello di seta e il mantello nuovo, dando poi i ducati alla nipote del Trotti. L'ambasciatore se ne lamentava continuamente col padre della duchessa, dicendo: «et quisti sono delli miei guadagni [...] sì che ho il damno et le beffe, oltre che me convene perder tempo in scriverle!»
Nondimeno Beatrice non raggiunse mai il cinismo del nonno Ferrante: quando seppe che la vedova Isabella d'Aragona, pur gravida, se ne stava rinchiusa in certe camere buie del castello di Pavia, costringendo anche i figlioletti a soffrire con lei, ne ebbe compassione e insistette affinché venisse a Milano e migliorasse le condizioni dei bambini.

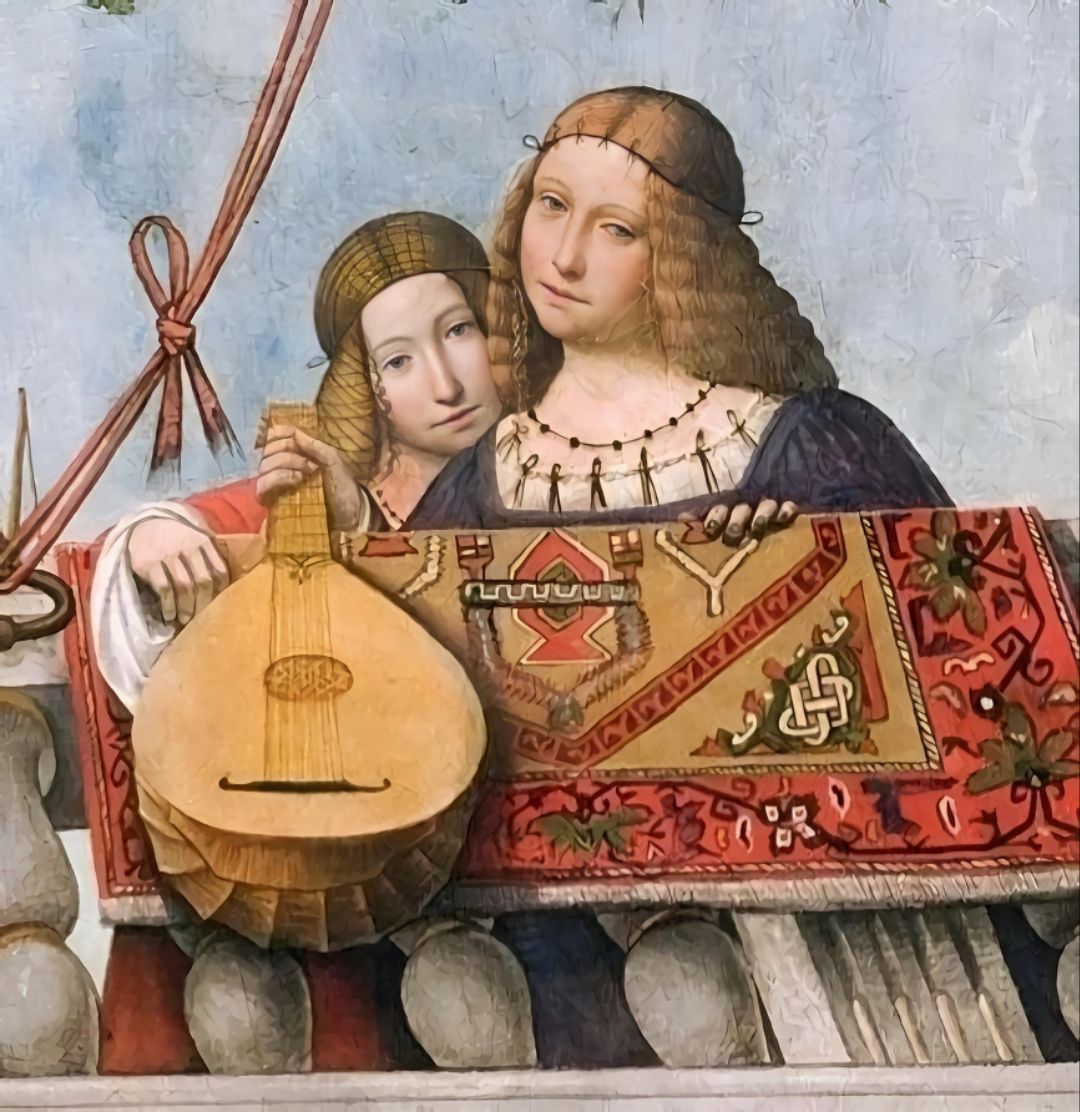
Presunto ritratto delle due sorelle: Beatrice (a sinistra) e Isabella (a destra), nell'affresco della Sala del Tesoro di Palazzo Costabili a Ferrara. Attr. Benvenuto Tisi da Garofalo, 1503-1506.

#### Legami parentali
Fu, malgrado la giovane età, una moglie e una madre esemplare, amò tantissimo i propri figli e dedicò loro molte attenzioni, di cui sono testimoni le tenere lettere inviate ai parenti. Al padre fu legata da devozione e amore profondissimi: forse per via del sofferto abbandono e della predilezione che Ercole riservava invece alla primogenita Isabella, molte azioni di Beatrice furono improntate alla ricerca di approvazione. Al padre scriveva infatti che la comandasse, poiché suo unico desiderio era compiacerlo e si sentiva "troppo consolata" quando sapeva di avergli fatto cosa gradita. Se ne riceveva invece qualche rimprovero, cadeva in preda a un grande sconforto. Si pensa che anche le sue avventure di caccia fossero dovute, in parte, a questo, perché Ercole la lodava orgoglioso delle sue prodezze. Ma il vero trionfo giunse con la nascita del primogenito maschio, massima aspirazione del padre nei suoi confronti: non a caso fu Beatrice stessa a dire di aver partorito un figlio al marito e parimenti al padre.
Coi fratelli mantenne sempre ottimi rapporti, soprattutto mostrò un fortissimo affetto verso Ferrante, col quale era cresciuta a Napoli, e verso Alfonso, che la venne spesso a visitare a Milano. Con la sorella fu già più complicato in quanto, sebbene le due provassero un sincero affetto l'una per l'altra, fin dall'inizio Isabella invidiò a Beatrice sia il fortunato matrimonio, sia l'enorme ricchezza, sia, soprattutto, i due figli maschi in perfetta salute nati a poca distanza l'uno dall'altro, mentre ella tentava invano di procreare un erede al marito Francesco. Le invidie si dissolsero alla morte prematura della sorella, evento per il quale Isabella mostrò un profondo e sincero dolore.

## Ruolo politico

### La "damnatio memoriae"
Celebrata dagli storici ottocenteschi come una sorta di eroina romantica, la figura di Beatrice subì un'eclissi nel corso del Novecento, schiacciata sotto il peso degli elogi tributati alla più longeva sorella Isabella. Sebbene un'analisi superficiale degli eventi storici abbia portato studiosi moderni a dire che Beatrice non avesse avuto alcuna voce nella politica del ducato, o che addirittura non se ne fosse interessata, la quasi totalità degli storici precedenti concorda invece nel giudicarla la vera mente dietro molte azioni e decisioni del marito, sul quale esercitava una enorme influenza, a tal punto da legare la presenza di lei alla prosperità e all'integrità dell'intero Stato sforzesco:
(Orlando Furioso corredato di note storiche e filologiche, vol. 1, Austriaco, 1858, p. 303)

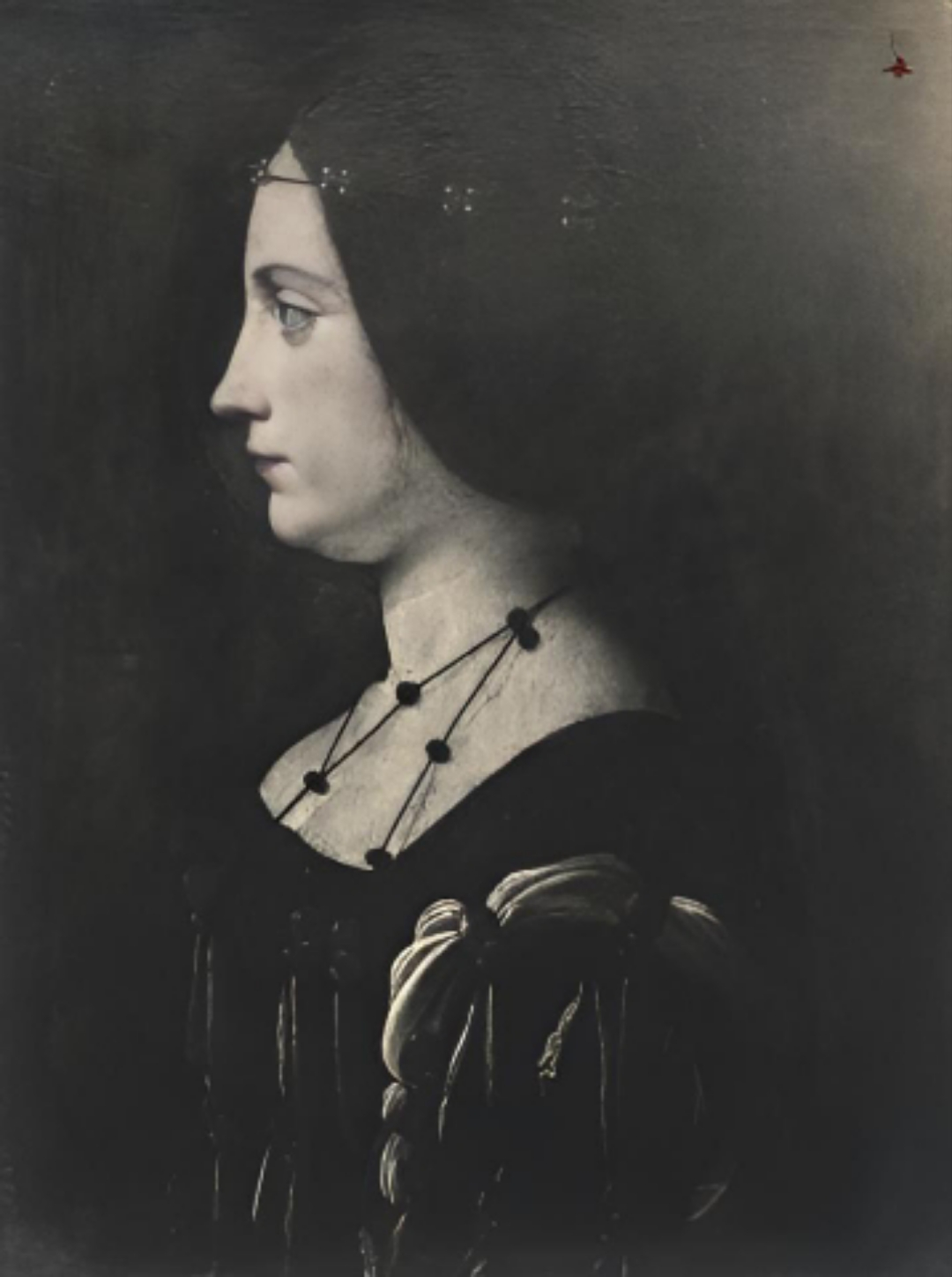
Ritratto di giovane donna di profilo, attr. Ambrogio de Predis. Presumibilmente un ritratto di Beatrice.

Fin dal gennaio 1492 Ludovico mostrava l'intenzione di fare di lei governatrice unica dello Stato durante le proprie assenze, e che ogni giorno si tenesse il consiglio e si leggessero gli atti di governo in camera di lei. Era lei a detenere le tessere e i contrassegni dei castellani del marito. Del resto sia la missione diplomatica a Venezia, sia la sua costante presenza nei consigli di guerra e nelle riunioni, sia, soprattutto, il suo deciso intervento nei concitati giorni in cui l'Orléans minacciava Milano, in netto contrasto stavolta con le intenzioni di fuga del marito, nonché l'effettiva deriva dello Stato sforzesco seguita alla sua morte, dimostrano che il suo potere decisionale e politico fosse assai più consistente di quanto odiernamente si pensi. La stessa Beatrice anzi già all'età di diciassette anni esprime, in una lettera alla madre, la propria volontà d'impegnarsi in politica. Giunta a vent'anni "la passione politica ormai stava diventando il fulcro della sua esistenza".
(Gaetano Sangiorgio, Recensioni e note bibliografiche.)
In virtù dell'amore smisurato del marito, che non le negava nulla, ma anche della sua generosità e disponibilità, Beatrice costituiva un potentissimo tramite fra il marito e i vari condottieri e cortigiani da un lato - che a lei ricorrevano per ottenere favori - e fra il marito e i signori italiani dall'altro: già nel 1491 scriveva lettere commendatizie per uno "strenuo cavalero" che doveva duellare a Mantova. A lei si rivolgeva, per esempio, il condottiero Fracasso, dicendole: "Non ho altro refugio, né protectione che la Ex[cellentia] V[ostra], né voglio havere recorso ad altri in le cose mie che a quella, peroché so che per humanità sua non mi lassa troppo in desiderio"; e Francesco Gonzaga riusciva, grazie alla sua intercessione, a ottenere la grazia per Bertrando de' Rossi, in contumacia con Ludovico. Gaspare Visconti, sapendosi da lei spontaneamente favorito, la invocava come liberatrice da tutti i propri mali, in versi che esprimono bene l'ascendente ch'ella esercitava sul marito: "Donna beata, o spirito pudico, | deh, fa' benigna a questa mia richiesta | la voglia del tuo sposo Ludovico | io so ben quel ch'io dico: | tanta è la tua virtù che ciò che vuoi | dello invitto suo cuor disponer puoi". Le poche lettere sopravvissute ce la mostrano partecipe di tutti i segreti del marito, e notevole è anche la sua corrispondenza col marchese Francesco. Quest'ultimo infatti si consultava direttamente con lei, oltre che col duca, circa le faccende riguardanti l'assedio di Novara, e contava su di lei per convincere Ludovico a venire al campo.
Ella possedeva a tutti gli effetti le terre di Cassolnovo, Cusago, Carlotta (Ariotta, presso Pernate), Codemonte, Monte Imperiale, Villanova, Sartirana, Leale (presso Garlasco), Valenza, Galliate, Mortara, Bassignana, San Secondo, Felino, Torrechiara, Castel San Giovanni, Pigliola (Piola), Valle di Lugano, i mulini di Gambolò e Trumello, nonché la Sforzesca e il parco del castello di Pavia, con tutte le relative possessioni, fortilizi e diritti feudali a esse connessi, ossia il mero et mixto imperio, ogni tipo di giurisdizione, omaggi, immunità, etc, la facoltà di amministrarle secondo il proprio arbitrio, deputare castellani, pretori, ufficiali, etc, nonché di fruire delle ricchissime rendite. Si trattava di tutti i possedimenti diretti di Ludovico nel Novarese e nella Lomellina (costituenti il futuro marchesato di Vigevano), dei quali egli volle spogliarsi per farne dono alla moglie, ancor prima d'essere divenuto duca di Milano, e in aperta violazione degli statuti milanesi che vietavano simili donazioni tra coniugi, col solo vincolo di lasciarle in eredità a uno qualsiasi dei figli maschi nati dal loro matrimonio.

### Pensiero Politico
Ella perseguì dapprincipio la politica del padre Ercole, il quale da anni tramava per sostituire Ludovico a Gian Galeazzo nel possesso effettivo del ducato di Milano e che a questo scopo gliela aveva data in sposa. È da credere infatti che, senza l'interferenza della moglie, Ludovico non avrebbe compiuto il passo di usurpare a tutti gli effetti il ducato, o almeno non l'avrebbe affrettato. "Ella era l'anima, ed un'indemoniata anima, della lotta che gli Sforza avevano impegnato contro il regno napoletano".
Nell'aprile 1493 giustificava la politica anti-aragonese del marito agli occhi della madre Eleonora, mandandole delle lettere che testimoniavano le trame di re Ferrante ai danni di Ludovico, e le diceva: "La Excellentia Vostra poe [può] mo' vedere se Dio lo ha inspirato ad fare la lega cum el Papa et Venetiani, et in quale periculo restava rimanendo in li termini consueti, essendoli praticato contra da la Maestà regia".

È evidente il suo desiderio di mettersi in gioco, di farsi valere, di profondere ogni energia per il bene e la conservazione dello Stato, così da guadagnarsi il rispetto e la considerazione del marito. Questo traspare per esempio dall'accorata richiesta di aiuto scritta al padre Ercole nella notte tra il 30 e il 31 maggio 1495, alla vigilia dell'occupazione di Novara da parte del duca d'Orléans, affinché mandasse loro uomini e denaro: "Io [...] credo che la Signoria Vostra, vedendo un tanto bisogno e una cosa dove consiste el perdere e 'l vinzere del Signore Ducha mio [...] po[t]rà trovare qualche modo chomo meglio li parerà per fare questo efetto che me è tanto a core quanto cosa avese mai, perché, reusendo [riuscendo], el Signore Ducha conosca avere uno parente de chi el se posa vallere [fare affidamento], e valendosene ne farà molto più caso [considerazione], e, per consequente, fazendo caso de la Signoria Vostra, farà caso de mi."

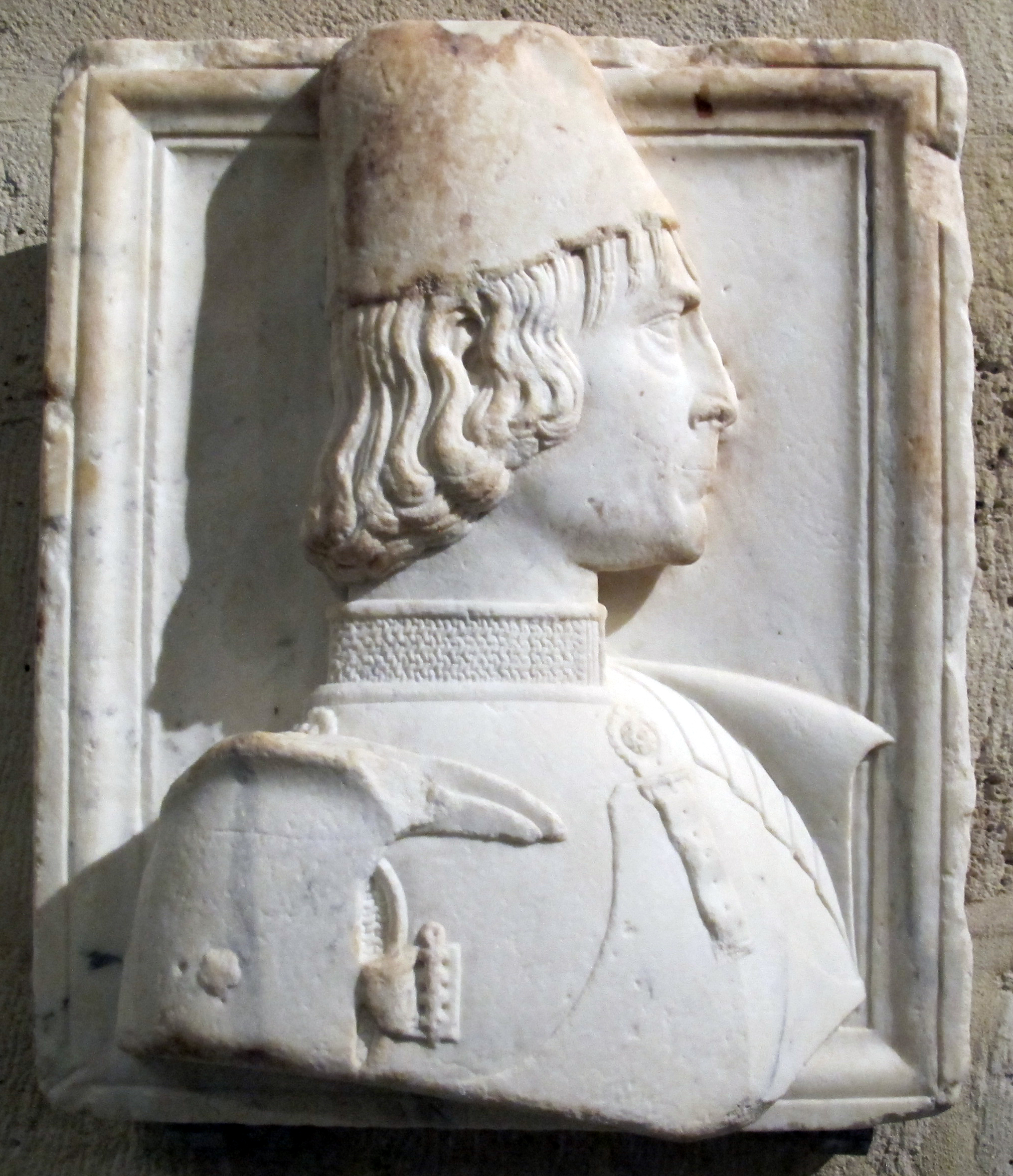
Ercole d'Este

Poiché Ercole, benché ufficialmente neutrale, propendeva per i francesi, che sovveniva in segreto, Beatrice si sentì tradita dal padre il quale, in questo momento di massima difficoltà, non volle inviare loro gli aiuti richiesti. Ella abbandonò allora le vesti della figlia per assumere quelle di capo di Stato, con una lettera che per il suo tono eccezionalmente duro e autorevole desta stupore: scrisse al padre che si sarebbe aspettata, in una simile situazione, ch'egli in persona giungesse in loro difesa, e che non si capacita di come non abbia voluto mandare neppure duecento uomini d'arme, preoccupandola ciò che si sarebbe detto in Italia quando si fosse saputo di questo rifiuto; perciò lo invita a rimediare a questa mancanza per non lasciare in lei e nel marito del malanimo nei suoi confronti, tanto più che, se fosse lui ad essere attaccato, duecento uomini d'arme non gli basterebbero a difendere Ferrara senza ausilio esterno. Qui la confidenziale prima persona singolare lascia addirittura il posto al pluralis maiestatis:
(Lettera di Beatrice d'Este a Ercole I d'Este, 4 giugno 1495.)

Forse anche in conseguenza di ciò, dopo Novara il suo atteggiamento si fece più spiccatamente filoveneziano. Stando alla testimonianza del Sanudo, fu Beatrice a sollecitare la venuta in Italia dell'imperatore Massimiliano nel 1496, affinché prendesse parte all'impresa di Pisa contro i fiorentini, alleati dei francesi. Dalla sua morte furono infatti molto turbati i faentini, giudicando che Astorre Manfredi avrebbe perso il favore di Milano: Faenza, filoveneziana, era nemica di Forlì, filofiorentina, di cui era signora Caterina Sforza, nipote di Ludovico. Beatrice doveva aver persuaso il marito a estendere la sua protezione a Faenza e si temette, con la sua morte, un rivolgimento di alleanze, quale poi in effetti accadde con la guerra di Pisa del 1498, quando Ludovico abbandonò l'alleata Venezia per Firenze, mossa che segnò poi la sua rovina. E del resto, nella sua tragedia d'ambiente veneziano composta nel 1500 per celebrare la caduta di Ludovico, il poeta Giovanni Armonio mise in bocca alla rediviva Beatrice un duro rimprovero verso il marito, per non aver seguito i suoi consigli di governo, cosa che riteneva causa della sua rovina. Se ne rallegrò invece Malipiero, dicendo: "e con questa morte cesserà tanta intelligentia che genero e suocero haveva insieme".

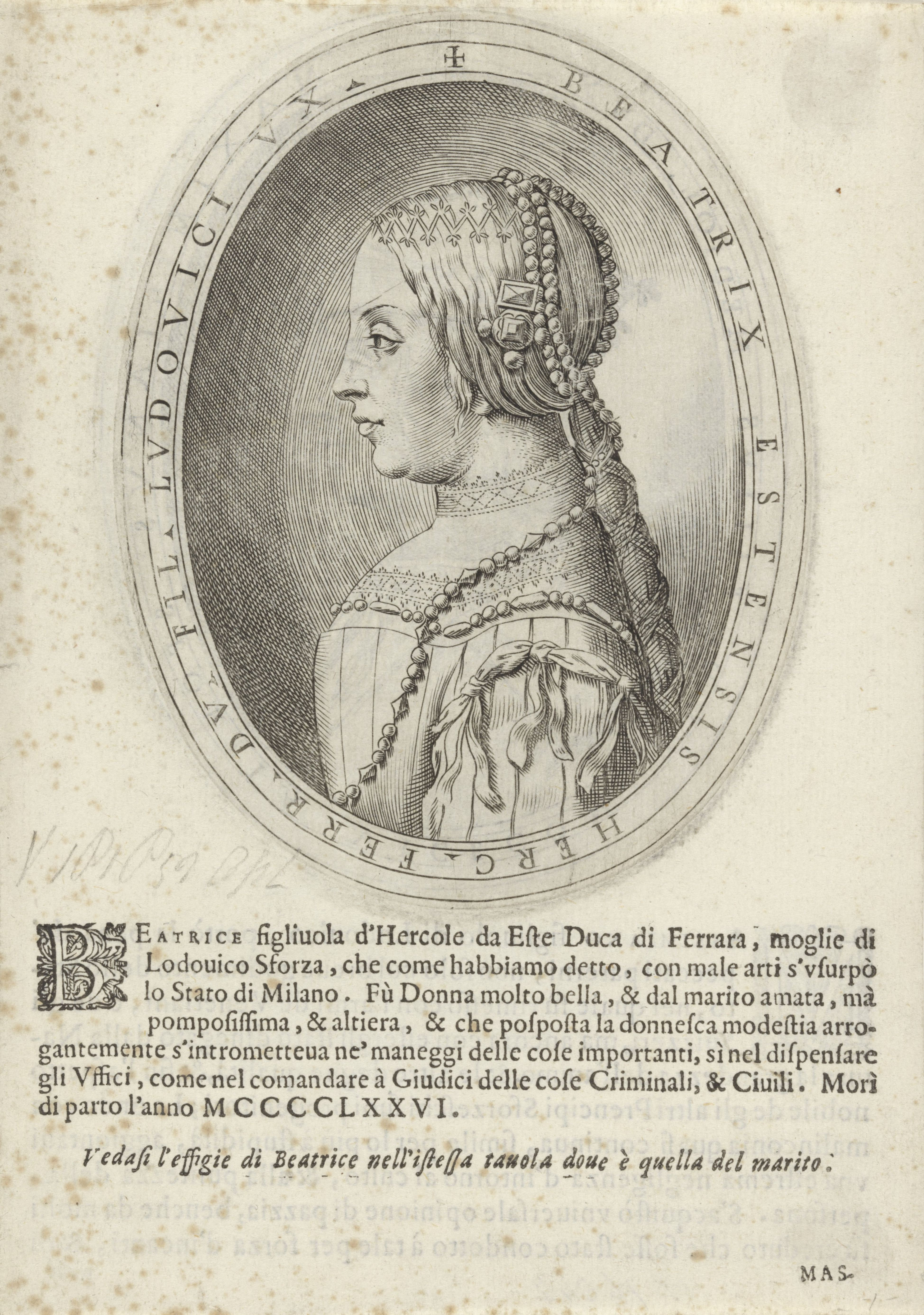
Incisione di Agostino Carracci raffigurante Beatrice, da Cremona fedelissima città etc, Antonio Campi, XVI secolo

In Beatrice del resto Ludovico aveva riposto tutte le proprie speranze per la successione e per il mantenimento dello Stato durante la minorità dei figli, poiché era sempre stato convinto che sarebbe morto prima di lei.
(Rodolfo Renier, Gaspare Visconti, Tip. Bortolotti di Giuseppe Prato, 1886, pp. 6-7)

## Giudizi storici

### Nelle fonti antiche
Furono gli storici coevi d'altronde a riconoscerne l'importanza: oltre al Sanudo, il quale scrive di lei che, sebbene incinta, dovunque andasse il marito «per tutto lo seguitava», «né mai dal ducha si parte», anche il Guicciardini annota che Beatrice era «assiduamente compagna» al marito «non manco alle cose gravi che alle dilettevoli». Ma se il Sanudo si limita a mostrarcela sul campo di battaglia mentre supervisiona le truppe, Alessandro Salvago attribuisce chiaramente a lei il merito di aver salvato lo Stato dall'Orléans. Nella supplica rivolta al padre, Isabella d'Aragona sottolinea che Ludovico governa "insieme con la moglie". Persino un illustre e potente personaggio come l'imperatore Massimiliano I ebbe a definirla principatus socia del marito, ossia come colei che col Moro condividesse il governo. In modo non dissimile l'umanista Niccolò Lugaro, nel tesserne l'elogio funebre, la definisce "sicuro fondamento del dominio", "non tanto vergine ma viragine", e ne sottolinea il ruolo di guida e consigliera, dolendosi che sia venuta a mancare proprio in un momento tanto delicato per il marito:
(Niccolò Lugaro, Deploratio illustrissime Beatricis domine nostra vita functe etc.)
Paolo Giovio ne dipinge invece un quadro interamente negativo, come di una maliarda che avesse irretito il marito per sottometterlo ai propri voleri, sebbene sia l'unico a parlarne in questi termini:
(Paolo Giovio, Dell'historie del suo tempo, vol. 1, 1560, p. 11.)

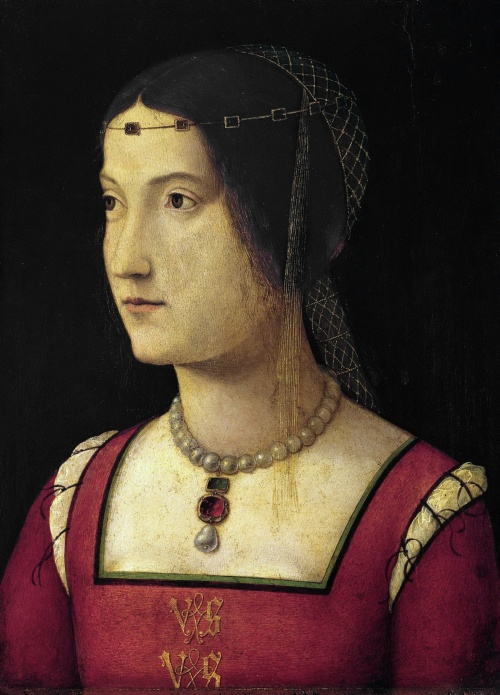
Ritratto di signora in rosso, Bernardino Zaganelli.

Tutto all'opposto il suo segretario, Vincenzo Calmeta, ne giudica il comportamento degno di lode, non di rimprovero, quando di lei scrive:
(Vincenzo Calmeta, in Triumphi)
Non diversamente Baldassarre Castiglione la ricordò, molti anni dopo, con poche ma significative parole nel suo Cortegiano: «pesami ancora che tutti non abbiate conosciuta la duchessa Beatrice di Milano [...] , per non aver mai più a maravigliarvi di ingegno di donna».
Ludovico Ariosto si spinse anche oltre, unificando le sorti di Beatrice a quelle del marito e dell'Italia intera, che con lei saranno trionfanti e, senza di lei, prigionieri. Ciò è espresso in due diversi canti: oltre alle già citate ottave 91-92 del canto 42, altrettanto le seguenti:
lei viva, formidabili saranno

da l’iperboree nievi ai lidi rubri,

da l’Indo ai monti ch’al tuo mar via danno:

lei morta, andran col regno degl’Insubri,

e con grave di tutta Italia danno,

in servitute; e fia stimata, senza

costei, ventura la somma prudenza.»
(Ludovico Ariosto, Orlando Furioso, canto 13, ottava 63.)
Bernardino Corio sostiene addirittura che già all'età di quattordici anni, nel 1489, Beatrice insieme al padre Ercole avesse esortato Ludovico a ridurre interamente nelle proprie mani il governo della città, sebbene la sua reale influenza in quel periodo sia difficilmente dimostrabile. Nondimeno già all'età di due anni si dimostrò tale da indurre il conte Diomede Carafa a scrivere al padre di lei: «de essa pronostico che sarrà una donna de gran animo e da comandare».
Il buffone Frittella giudicò che nessuno avrebbe dovuto piangerne la morte, poiché era superba e di "istinti felini". Ciò contrasta col giudizio di Bernardino Zambotti, il quale la dice "persona piacente, vertuosa e molto dilecta da tuti li populi, a' soi servitori liberalissima". "La più zentile madona de Italia", la chiama un contemporaneo, mentre Cassandra Fedele la loda come "principessa ornata di giustizia, fortezza, bellezza e di innumerevoli eroiche doti".

### Gli autori moderni

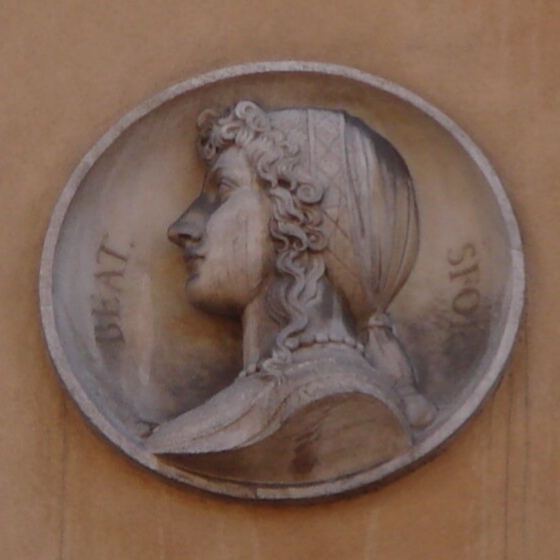
Medaglione di Beatrice sulla facciata di Palazzo degli Atellani. Pompeo Marchesi, XVIII secolo

Il Muratori la dice «principessa per bellezza, e per ingegno elevato, degna di maggior vita»; Luzio e Renier la definirono «l'anima di tutte le imprese e i diletti del marito»; Francesco Antonio Bianchini la chiama «donna d'alto sentire e di animo virile», Anton Domenico Rossi «d'animo più che virile»; Goffredo Casalis «donna di vivacissimi spiriti e di senno ben raro»; Samuele Romanin «principessa di grande ingegno e perspicacia, e benché giovane, delle cose di stato intendentissima».
Per René Maulde-La-Clavière Beatrice è «tutta animata dal soffio virile che, nell'Italia di quel tempo, parve passare di uomo in donna», e Robert de La Sizeranne la definisce bonariamente una testa matta, un demonio, più ragazzo che ragazza e la paragona a Teodora che salva Giustiniano. Gustave Clausse riconosce che «ella si intromise in tutti gli affari politici in cui il suo carattere energico sostenne l'indecisione del marito [...] e se possiamo biasimare questa giovane donna per il suo attaccamento alla conquista del potere, è giusto dire che riuscì a far temere a tutti i suoi vicini un principe pusillanime e pauroso»; e conclude: «è bene evocare questa affascinante figura di giovane donna che, nella sua breve vita, nonostante la sua civetteria e il suo infantilismo, ebbe abbastanza fermezza di carattere e fascino d'animo da occupare uno dei primi posti tra le principesse più illuminate e gli uomini politici più saggi del suo tempo».
Jean de Préchac aggiunge che ella «aveva un grande ascendente sulla volontà di Lodovico: era l'unica confidente e la reggitrice dei suoi pensieri. L'immatura di lei morte [...] sparse d'amarezze i giorni di Lodovico; egli non ebbe di poi che disastri e rovine»; William Roscoe la dice «complice dei suoi delitti, e della quale egli seguiva sempre i consigli». Raffaele Altavilla scrive che Ludovico «solea attingere ogni vigoria d'animo dai provvidi e forti consigli della sua sposa», e Pier Ambrogio Curti che «al nostro duca venne a mancare il consiglio più efficace, l'anima delle sue imprese, colla morte della invitta Beatrice d'Este, che lui a sua voglia dominava, ed alla quale ostentava pubblicamente uno straordinario affetto, e da quell'ora non gli arrise più infatti sì propizia fortuna». Da tante lodi discorda Antonio Locatelli, dicendo che ella «aveva di donna solo la malvagità».

## Legame coniugale e corteggiamenti
Ludovico era sinceramente innamorato della moglie, sebbene abbia continuato ad avere amanti anche dopo il matrimonio, come d'altronde la maggior parte dei signori dell'epoca. In una lettera scrive di lei: «essa mi è più cara che il lume del sole». L'affiatamento della coppia viene confermato dai cortigiani, che lo vedevano rivolgere continuamente carezze e baci alla consorte: «Il S.r Ludovico non leva quasi mai li occhi da dosso a la Duchessa de Bari» scriveva nell'agosto 1492 Tebaldo Tebaldi; e già poco tempo dopo le nozze Galeazzo Visconti dichiarava: «è uno tanto amore fra loro duy che non credo che doe persone più se posano amare».

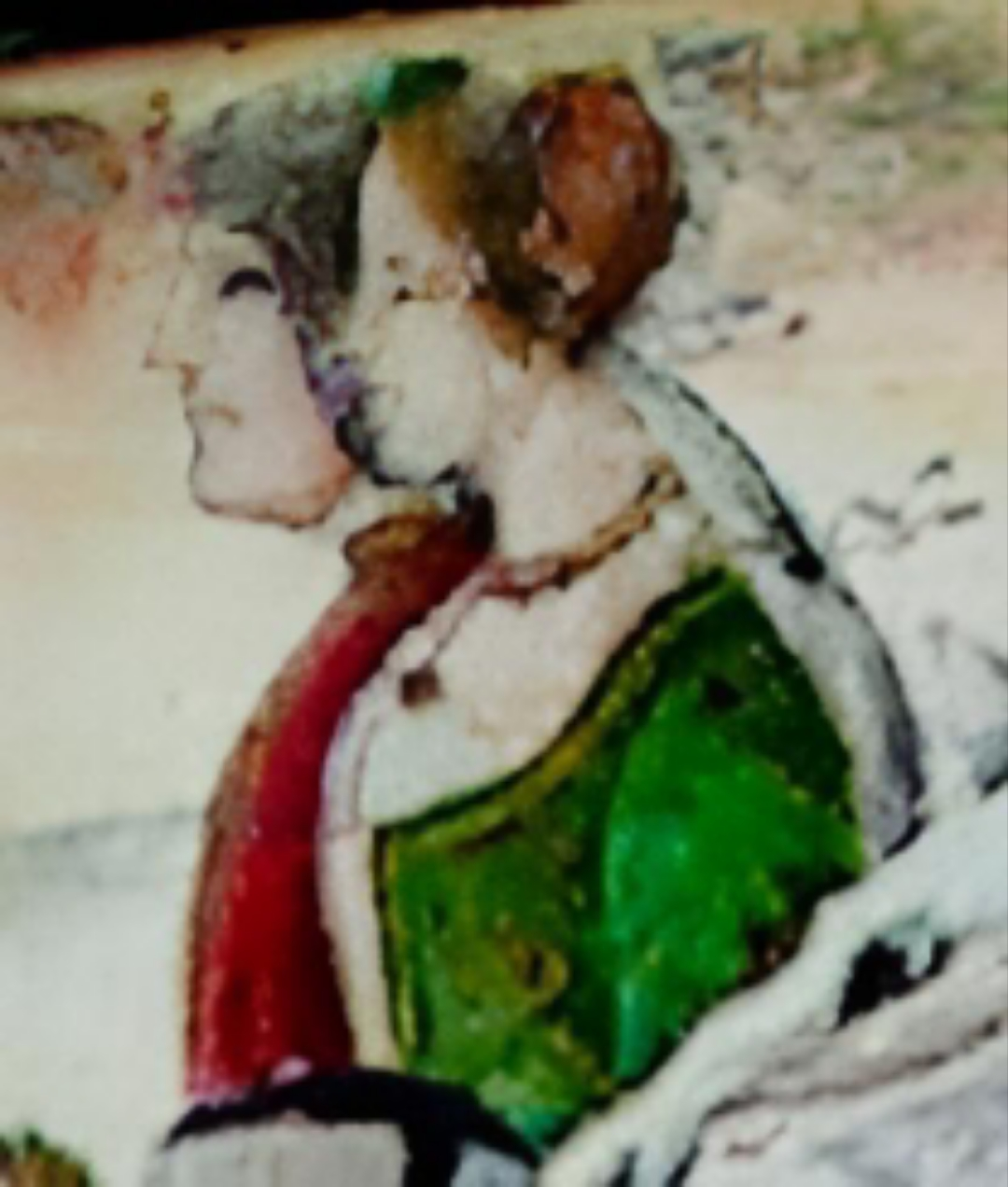
Ludovico e Beatrice nel Canzoniere Queriniano di Antonio Grifo.

Il medico ferrarese Ludovico Carri, venuto nell'ottobre 1492 a curare Beatrice gravemente ammalata, scriveva al duca Ercole che "El Signore Ludovico la acarezza per modo che l'è uno stupore, basandola spesso, dimandandola [chiamandola] perlina mia, vita mia", cosa che l'aveva commosso alle lacrime. E poi: "la acareza per modo che pare anche acarezare fina el fanzulino che l'ha nel corpo". Colpito dalla ricchezza e dalla quantità dei gioielli, dei cavalli e dei fornimenti che quotidianamente Ludovico le regalava, il medico concludeva: "In summa, considerando ogni cossa cum lo amore smesurato del marito, non credo che se ritrovi al mundo una altra dona meglio maritata de epsa".
D'altro canto nota Malaguzzi Valeri che se è vero che sull'amore dimostrato da Ludovico non bisogna nutrire alcun dubbio, rimane incerto quanto veramente la moglie lo ricambiasse. Se egli le rivolgeva continuamente paroline dolci, nomignoli amorosi e baci, nulla di tutto ciò emerge da parte di Beatrice. Alcuni vedendo la freddezza del suo epistolario giudicarono che non lo amasse, tuttavia ella gli si mostrava piacevole e allegra, coinvolgendolo nei propri divertimenti; inoltre certe gelosie mostrate basterebbero a provare il suo desiderio di averlo tutto per sé. Lo stesso Carri la vedeva reagire alle attenzioni del marito "subridendo [sorridendo] cum lui e dulcemente parlando e risguardandolo", in modo che gli pareva un misto fra Venere e Diana. Un sonetto del Bellincioni la descrive addolorata per l'assenza di lui, e immensamente lieta del suo ritorno, poiché la loro passione si accresceva di giorno in giorno, mentre una lettera ce la mostra intenta a curarlo durante una malattia.
Indubbiamente, se pure agli inizi si mostrò restia, il marito riuscì in breve a conquistarla con la propria generosità, affabilità e liberalità, tant'è che già pochi mesi dopo le nozze Beatrice scriveva una serie di lettere al padre, tutte per ringraziarlo ch'egli si fosse degnato di «collocarme apresso questo illustrissimo signore mio consorte», il quale «non me lassa in desiderio de alcuna cosa la quale me possa portare honore o piacere»; e ancora aggiunge: «del tuto son obligata ala signoria vostra, perché lei è chausa de quanto bene ò». Quella che traspare dalla corrispondenza di quel periodo è dunque una giovanissima Beatrice abbagliata dalla ricchezza e dall'importanza del marito, ch'era allora uno degli uomini più potenti della Penisola, dotato di considerevole fascino e che non mostrava ancora le debolezze e le contraddizioni degli ultimi anni. Al di là dei reali sentimenti, i due seppero costruire l'immagine di coppia affiatata e unita da un amore che va ben oltre la morte, aspetto che colpì tutti i contemporanei.

L'epistolario conserva momenti di grande tenerezza, come una lettera in cui Ludovico racconta alla suocera del benestare del neonato Ercole Massimiliano e di come "la mia consorte et io così nudino nudino se lo facemo portare qualche volta et lo tenemo in mezo a noi doi". Colpisce la premura di soddisfare la moglie in ogni suo capriccio e la preoccupazione, palesata ai suoceri, di non farle scoprire le volte in cui le mentiva, nel timore che "non me ne voria bene", cioè di perdere il suo amore.

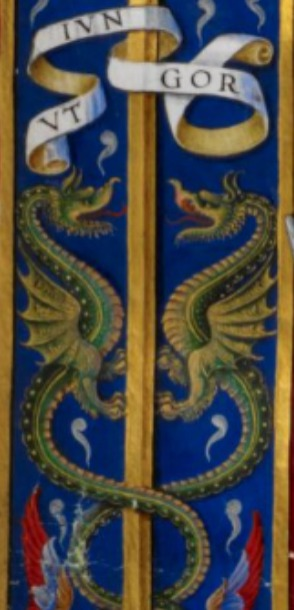
Dal giorno delle nozze adottarono come impresa di coppia il Caduceo col motto ut iungor (che io sia unito).

### I corteggiatori e la fedeltà
Diversamente dalle proprie parenti e dalla stessa sorella Isabella, con la quale Ludovico stesso affermò d'aver intrattenuto una relazione, su Beatrice non ricadde mai neppure il minimo sospetto di adulterio. Ella mantenne sempre fama d'integerrima onestà, e ciò a dispetto delle libertà nel vestire e nel rapportarsi cogli uomini: colpiscono i corteggiamenti di stampo cavalleresco intrattenuti coi francesi e con l'imperatore, dove infatti l'assolvimento dell'atto sessuale era delegato ad apposite cortigiane.
Proprio perché se ne fidava ciecamente, Ludovico le concedeva una enorme libertà, e l'unico accenno di sue gelosie è riferibile al signore di Beauvau, che le fece una corte spudorata. Negli altri casi si era infatti trattato di corteggiamenti perlopiù politici, intrattenuti nell'interesse del marito, cui faceva comodo che la moglie blandisse potenziali alleati o nemici. Nelle intenzioni di Beauvau invece, insignificante dal punto di vista politico, v'era il preciso scopo di sedurre. Sebbene le fonti non dicano se Beatrice ricambiasse o meno le attenzioni dell'uomo, quelle francesi sembrerebbero adombrare una certa condiscendenza da parte di lei; così nel caso della poesia dedicata alla Lombarda (se è corretta la sua identificazione in Beatrice) dove l'anonimo poeta fa esplicito riferimento a un amy privée, un amatore segreto, al quale la donna non cede solo per l'interferenza del geloso marito. Lo storico Maulde-La-Clavière osserva, in ogni caso, che la fonte che tramanda questo amore di Beatrice è "molto sospetta".
Il suo segretario, Vincenzo Calmeta, le palesò un amore forse eccessivo, ma al contempo ne esaltò la pudicizia. Sentimento che emerge da numerosi brani, benché i più lo interpretino come amore devozionale. Nei Triumphi, poema che egli compose per dare sfogo al dolore della di lei perdita, per esempio dice: «Tolto m'ha morte el ben», che in lingua letteraria significa la persona amata; e così la invoca: «Alma mia diva e mio terrestre sole, [...] o quanto el viver senza te mi dole! | ché, te perdendo, persi ogni desio, | tua morte me interruppe ogni speranza, | né so più dove fermare el pensier mio». L'amore del segretario trova conferma, anche a distanza di vari anni dalla morte della duchessa, nell'epicedio a lui dedicato dall'umanista Pier Francesco Giustolo: qui Beatrice è immaginata mentre ascolta, tra le anime beate, le poesie che il segretario continuò a scrivere per lei, cantate da un suo allievo appena defunto, al quale ella infine domanda del benestare di Vincenzo, dicendo di perdonarlo per le sue curis secundis, verosimilmente i suoi successivi amori: "soprattutto dal tuo canto è allietata la desiderata Beatrice, e compiacente riconosce le proprie lodi, e infine [...] gli chiede di te, Calmeta, del tuo canto armonioso, e ti perdona volentieri i successivi amori". Sia il nome di Beatrice che quello di Vincenzo furono in seguito occultati, in una seconda versione dell'epicedio. Del resto gli altri componimenti amorosi attribuiti al Calmeta, e rivolti a una donna mantenuta anonima, parlano tutti di un amore infelice, non corrisposto e non realizzabile. Egli preferisce tacere il proprio sentimento, e soffrire, pur di non nuocere all'onore dell'amata.

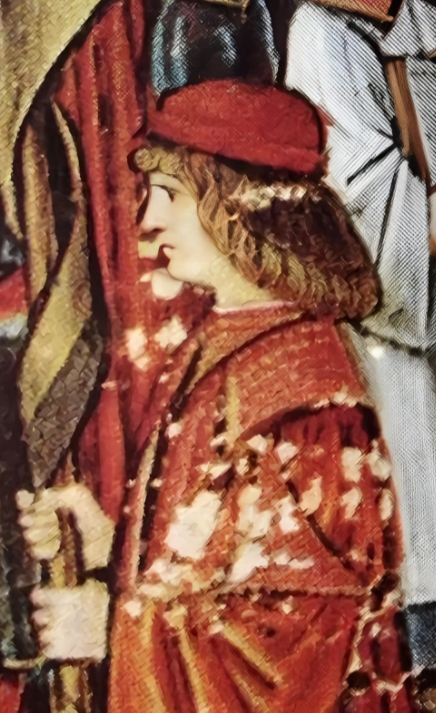
Galeazzo Sanseverino

Solo Achille Dina, storico ottocentesco, insinua - ma senza alcuna prova - di una tresca tra lei e Galeazzo Sanseverino, sostenendo che a "qualche intimo rimorso" fosse dovuto il profondo dolore di Beatrice per la morte della figliastra: "forse la sua condotta verso Isabella? o qualche cosa nei suoi rapporti col marito di Bianca, l'affascinante Galeazzo Sanseverino, la cui intrinsechezza e continua comunanza di piaceri con lei non può non colpire?" Se è vero che i due si trovano spesso accoppiati in giochi, cacce e faccende di maggior serietà, è però altrettanto vero che niente sarebbe stato possibile senza il consenso e l'incoraggiamento dello stesso Ludovico, del resto quasi sempre compartecipe dei loro divertimenti. Una presenza altrettanto costante fu, nella vita della donna, Galeazzo Visconti, assegnatole dal marito come una sorta di cavalier servente, e la quasi omonimia fra i due uomini portò alcuni storici a credere che Beatrice stesse in compagnia sempre e soltanto del Sanseverino, mentre il suo corteggio era assai vario. Al di là dell'indubbia amicizia che li legò e del disperato dolore palesato da Galeazzo al funerale di lei (spiegato, tra l'altro, come frutto del semplice affetto), Beatrice si mostrò sempre donna pudica e fedele al marito: nessuno dei contemporanei insinuò mai nulla a proposito di un suo possibile adulterio e niente lascerebbe pensare a una sua relazione con Galeazzo o con chiunque altro.
Ella era viceversa a conoscenza delle relazioni extraconiugali del marito, ma non vi dava peso poiché sapeva trattarsi di distrazioni passeggere. L'equilibro si ruppe drasticamente con la comparsa nel novero delle amanti di Lucrezia Crivelli, in quanto Beatrice dovette accorgersi che stavolta Ludovico si era seriamente innamorato. Scrive infatti a proposito di Ludovico l'Anonimo Ferrarese: «tuto il suo piacere era cum una sua fante, che era donzella de la moie [...] cum la quale el non dormiva già boni mesi, siché era mal voluto». Il Muralto precisa che Beatrice "era onorata con grandissima cura da Ludovico, benché egli accogliesse come concubina Lucrezia dalla famiglia dei Crivelli; la qual cosa per quanto rodesse le viscere della consorte, l'amore tuttavia da lei non si allontanava".

## Capofila della moda
(Iscrizione in Santa Maria delle Grazie.)

Beatrice è oggi conosciuta soprattutto per il suo genio inventivo nella creazione di nuovi abiti, che furono una delle sue più grandi passioni. Finché visse non ebbe rivali in alcuna corte, dettò la moda in molte città dell'epoca e fu seguendo il suo esempio che numerose nobildonne adottarono l'acconciatura del coazzone, la quale entrò molto in voga.

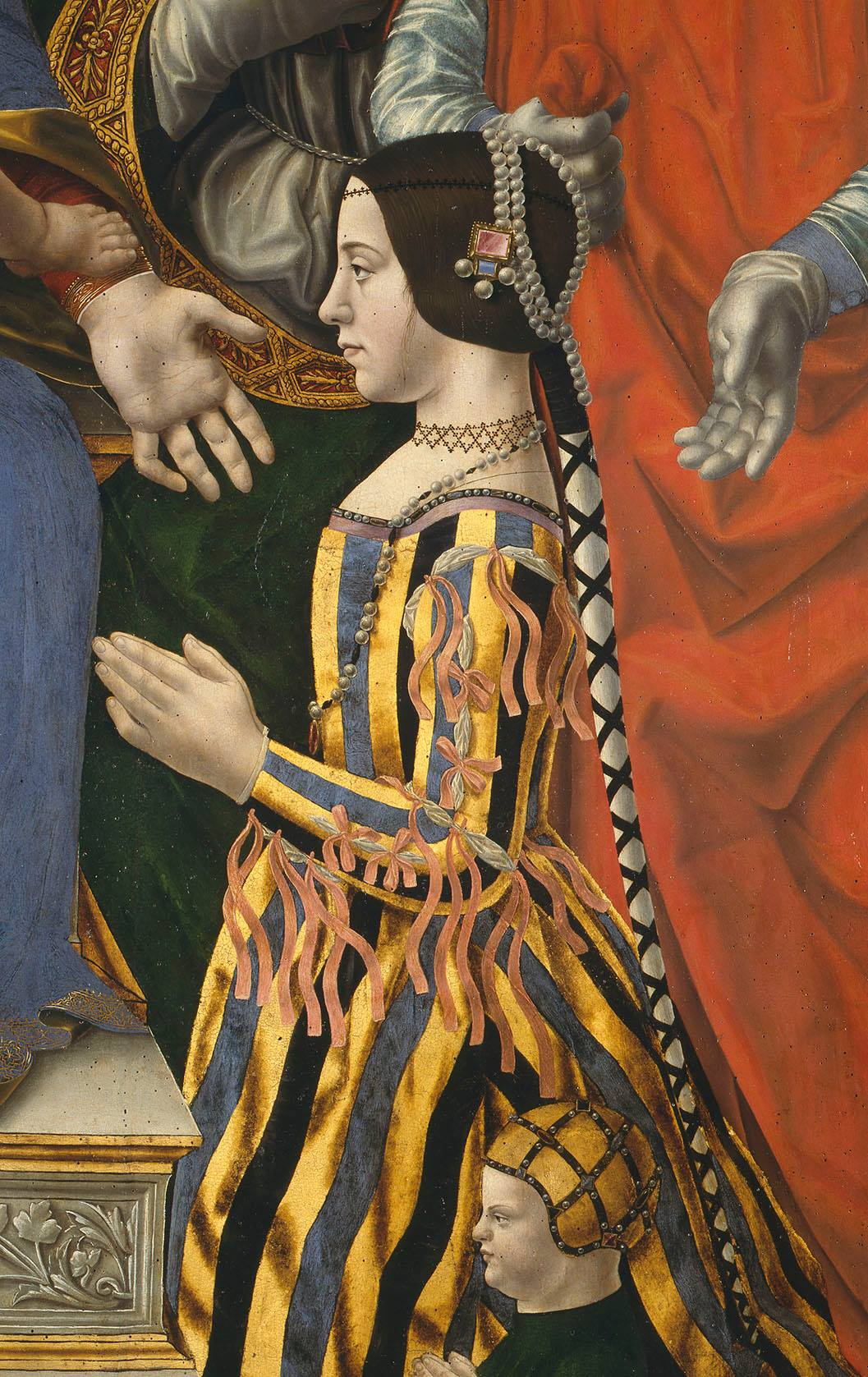
Beatrice nella Pala Sforzesca. Si noti la raffinatissima gorgierina stretta al collo.

Il Muralto la ricorda come «inventrice di nuovi vestiti», ruolo di cui ella stessa mostra piena consapevolezza quando, in una lettera alla sorella, si scusa di avere "poca fantasia de far inventione nove" in quel periodo, a causa del dolore per la perdita della madre. Il medico Ludovico Carri lodava col duca di Ferrara la perizia di Beatrice che, pure da ammalata, "ordina recami, corrigendo li disegni per modo che li maestri propri se ne meravigliano".
Nel 1493, "con un moto di femminile vanità", scriveva da Venezia al marito: «non tacerò già anche a la Excellentia Vostra che passando io [...] per questo frequente populo [...] ognuno firmava la vista verso le gioye quale io haveva sopra l'ornamento de testa et la veste del porto et in spetie sopra la puncta del dyamante quale haveva nel pecto, cum dire l'uno verso l'altro: E x'è la mugliere del Signor Ludovico, guarda che belli ballassi et puncta de dyamante ha!»

Il suo gusto nel vestire colpì particolarmente i cortigiani francesi al seguito di Carlo VIII, che si spesero in ampie descrizioni; di queste è interessante il dettaglio delle scollature ardite - "et avoit la gorge toute nue" ["e aveva il petto tutto nudo"] - certo piuttosto infrequenti per l'epoca. Un anonimo poeta francese la celebra come fautrice di un "nuovo stile", mentre André de la Vigne così ne ricorda l'eccessivo lusso ostentato:
(André de la Vigne, Le Vergier d'honneur)

Per tutta la vita mantenne, innovandola, la moda iberico-napoletana assunta durante l'infanzia: camore con maniche strette e scollature particolarmente profonde, di forma quadrata, accompagnate da una sbernia asimmetrica su una sola spalla; pianelle; diverse varietà di coazzone con lenza e scuffia di stoffa o di sole perle, cui verso il 1496 abbinò una frangetta di riccioli simile a quella veneziana. È nota una grande varietà di motivi da lei adoperati, fra i quale pare prediligesse i tessuti a righe verticali o decorati con le imprese sforzesche ed estensi. A lei si fa risalire l'invenzione della nota fantasia "del passo cum li vincij", ideata per lei da Niccolò da Correggio, che avrà enorme diffusione anche presso i reali di Francia, e presente in molti quadri di Leonardo da Vinci.

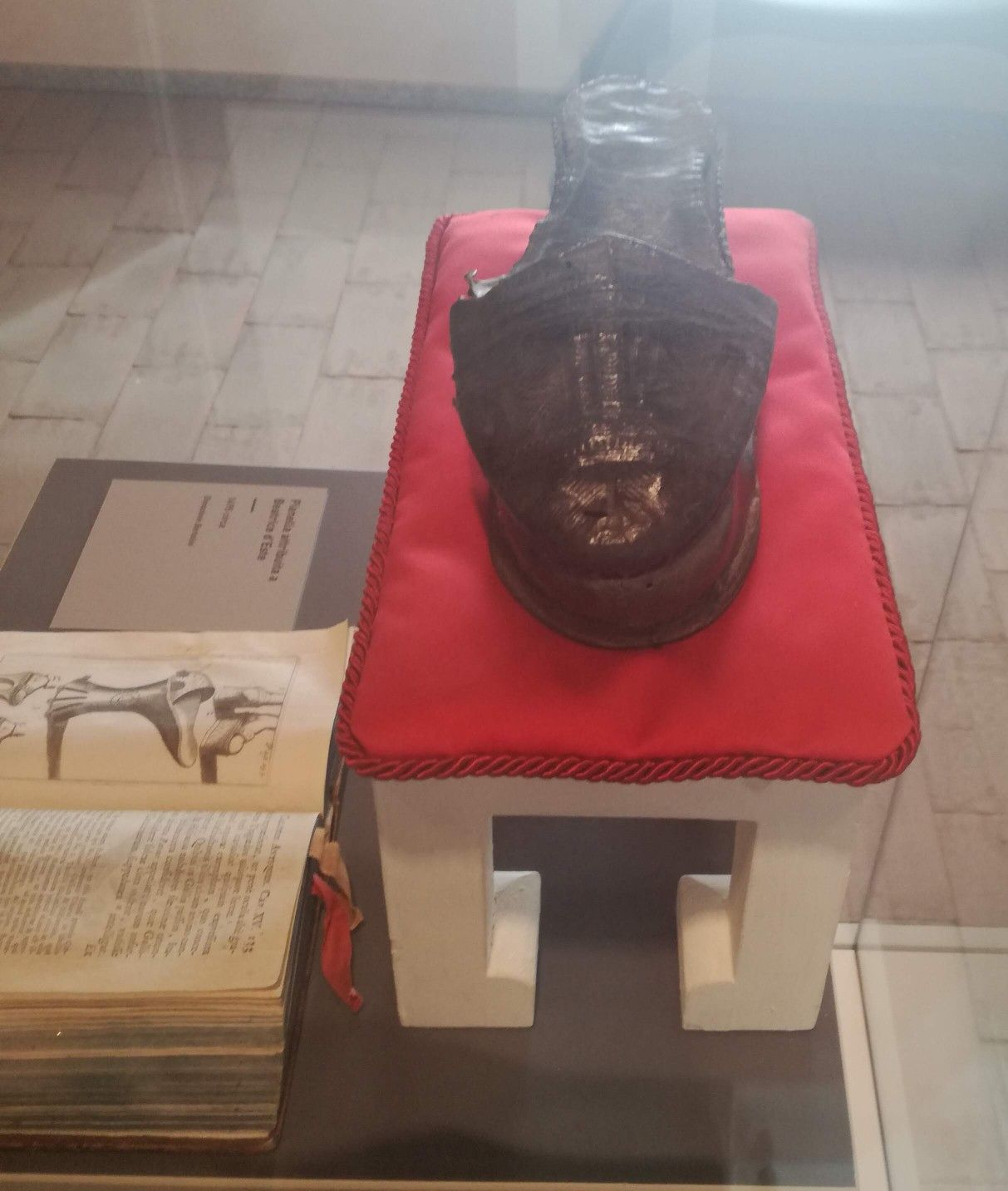
Pianella detta di Beatrice d'Este, Museo internazionale della calzatura di Vigevano.

Altra moda da lei lanciata pare essere stata l'uso del manicotto di zibetto o anche l'idea di mettere in risalto la vita stringendovi attorno un cordone di grosse perle ch'ella definiva alla San Francesco. Le perle del resto furono il suo più grande vezzo e fin dall'infanzia ne fece uso costante, sia in forma di collana, sia nelle acconciature, sia come decorazione degli abiti. Nel XV i cappelli erano ancora rari nel guardaroba femminile, ma anche di questi fece gran uso: cappelli ingioiellati di seta nera e cremisi, adornati con penne o pennacchi di gazza, di airone, coi quali "la pareva una regina"; addirittura un "bonetto" che, come la sottile gorgierina stretta attorno alla gola, preannuncia la moda del secolo successivo.

## Mecenatismo
Beatrice si interessò soprattutto di poesia e riunì attorno a sé un eccelso circolo di poeti in lingua volgare, di cui facevano parte, fra gli altri, Vincenzo Calmeta, Gaspare Visconti, Niccolò da Correggio, Antonio Fileremo Fregoso, Antonio Cammelli, Benedetto da Cingoli, Serafino Aquilano e, brevemente, Bernardo Bellincioni. Il Calmeta, in particolare, ne fece la musa fondante della propria poetica e la elevò al rango di donna angelica nei Triumphi, mentre il Visconti le dedicò un canzoniere.

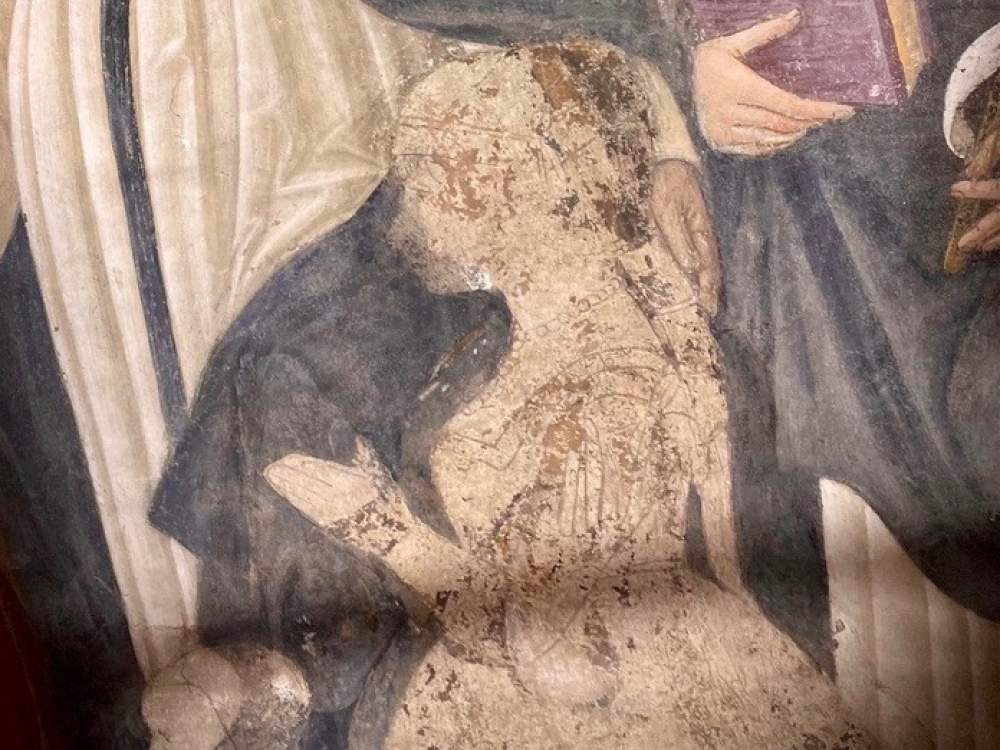
Ciò che rimane del ritratto di Beatrice realizzato da Leonardo da Vinci nel refettorio delle Grazie sulla Crocifissione di Donato Montorfano.

Ebbe un ruolo determinante nell'affermarsi della letteratura volgare a Milano. Se infatti il marito incentivava più che altro opere storiografiche, fu solo con Beatrice che la poesia e il teatro presero il sopravvento. Secondo alcuni ciò è segno del fatto che non padroneggiasse il latino, sebbene avesse avuto per precettore l'umanista Battista Guarino, ma non vi fu comunque del tutto estranea, poiché intrattenne una corrispondenza latina con Cassandra Fedele, compiacendosi che ella avesse "grandemente nobilitato il sesso femminile del nostro tempo grazie alla conoscenza delle lettere".

Splendida fautrice della rinascita del teatro milanese, a lei Galeotto del Carretto dedicò una Comedia de Beatrice. Nei suoi viaggi era sempre accompagnata da musici e cantori e fu ella stessa cantante nonché suonatrice di viola, liuto e clavicordo. Apprezzava altrettanto i poemi cavallereschi provenzali e il ciclo carolingio, che in quegli anni il Matteo Maria Boiardo manteneva vivo. Amava in particolar modo ascoltare il commento della Divina Commedia tenuto per lei da Antonio Grifo, passione condivisa anche dal marito che spesso si fermava ad ascoltarne le letture.
(Vincenzo Calmeta, Vita di Serafino Aquilano.)

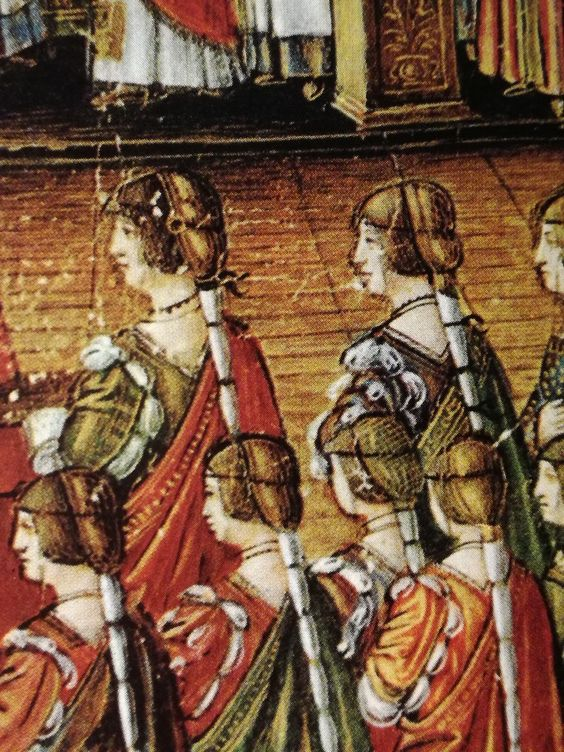
Beatrice nel Messale Arcimboldi.

Sfruttò la sua posizione di signora di una delle corti più splendide d'Italia per circondarsi di artisti d'eccezione. Alla sua morte, scrisse il Calmeta, «ogni cosa andò in ruina e precipizio, e di lieto paradiso in tenebroso inferno la corte se converse, onde ciascun virtuoso a prender altro cammino fu astretto». Iniziava così la lenta diaspora dei poeti, artisti e letterati milanesi, costretti, specialmente dopo la definitiva caduta del Moro, a cercar fortuna altrove.
per impieghi o per grazia avevano ricorso, s'attirò
attorno una fioritissima corte di cui ella si mostrava l'anima, la delizia. Il trionfo di lei segnò la sconfitta d'Isabella.»
(Ignazio Cantù, Beatrice o La corte di Lodovico il Moro.)
Lasciò un epistolario di almeno quattrocento lettere sopravvissute, che per abitudine scriveva quasi sempre di propria mano e non per mezzo di segretari, com'era uso all'epoca. Molte andarono perse o distrutte, specie relativamente al 1496, forse in conseguenza dell'elevato contenuto politico, ma alcune appaiono notevoli per le squisite descrizioni o per il tono burlesco e irriverente.

## Ritratti

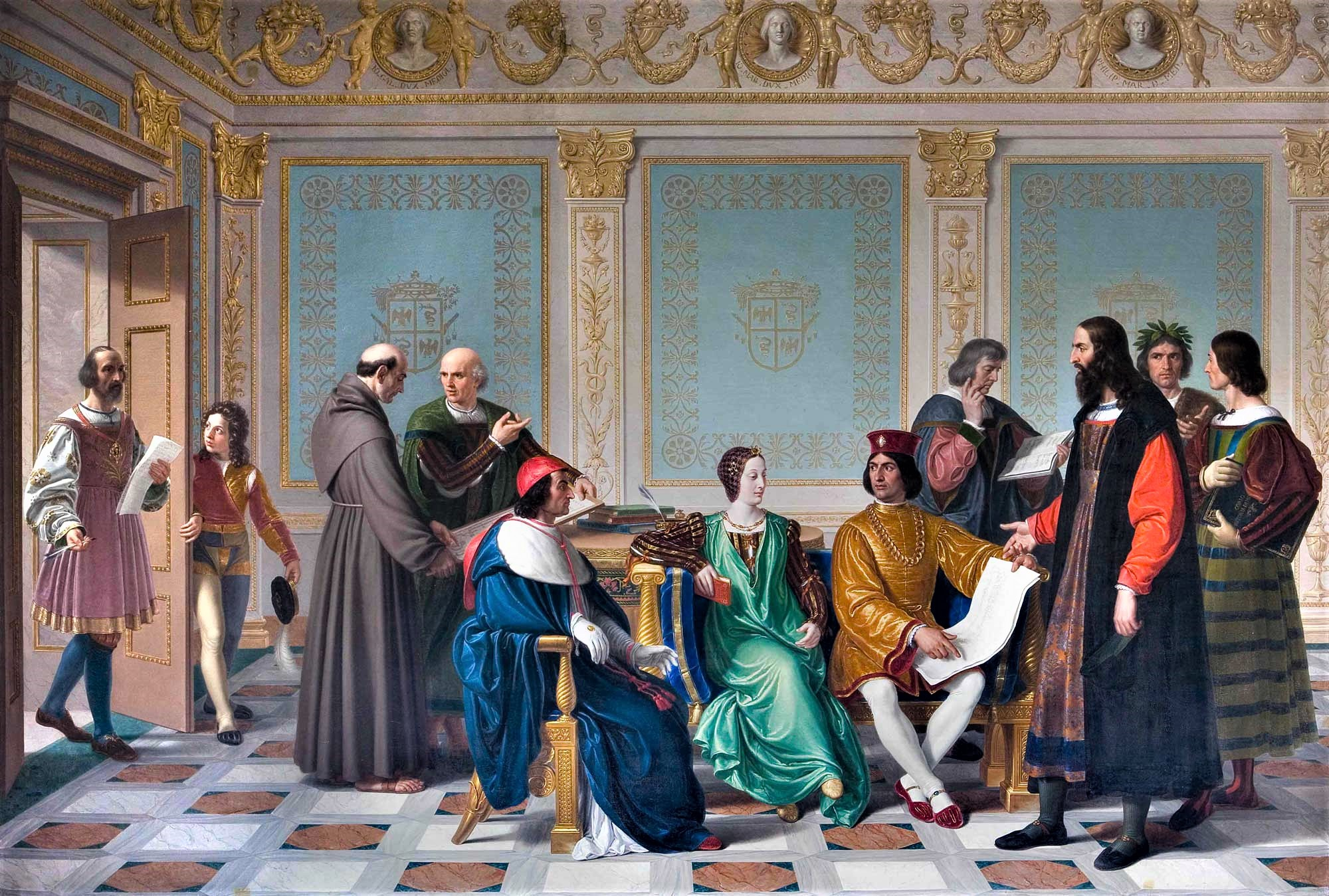
La corte di Ludovico il Moro, Giuseppe Diotti (1823).
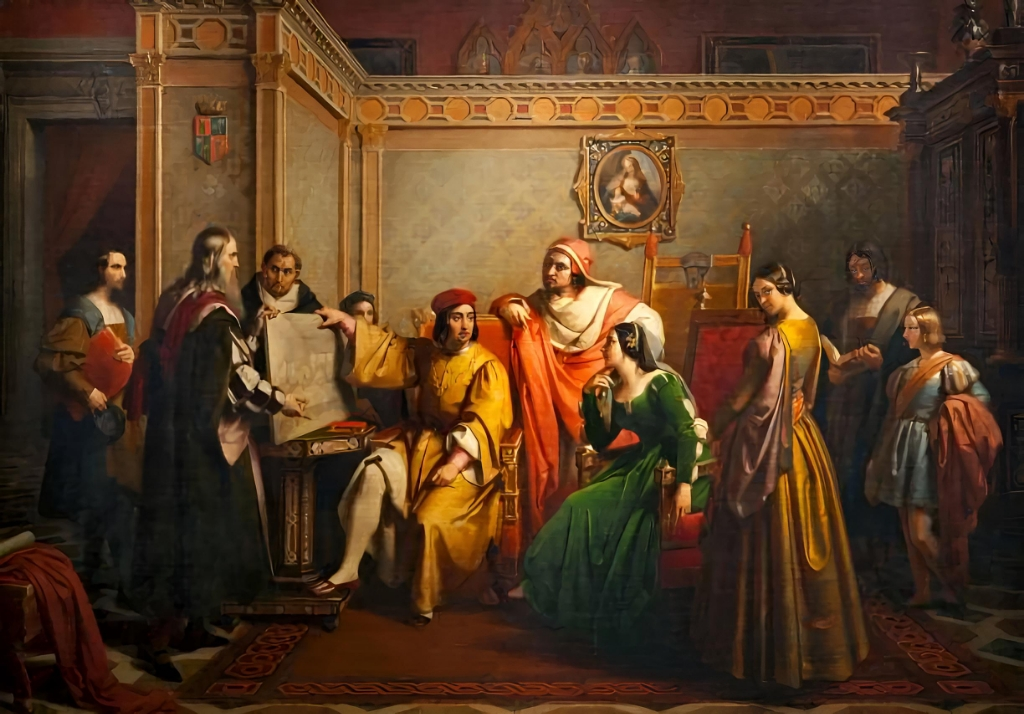
Leonardo presenta il bozzetto dell'Ultima Cena al duca Ludovico, Francesco Podesti, 1846.
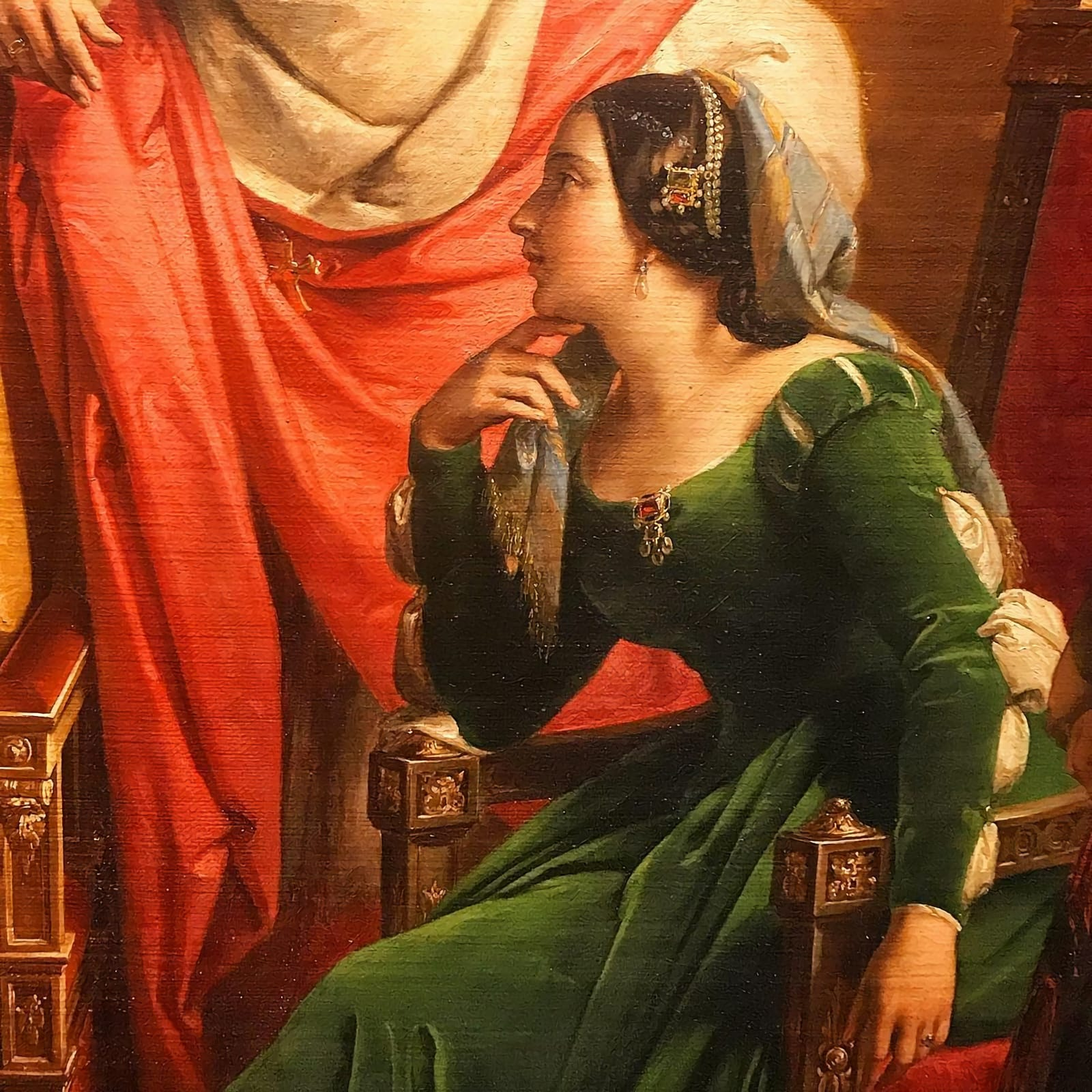
Dettaglio di Beatrice
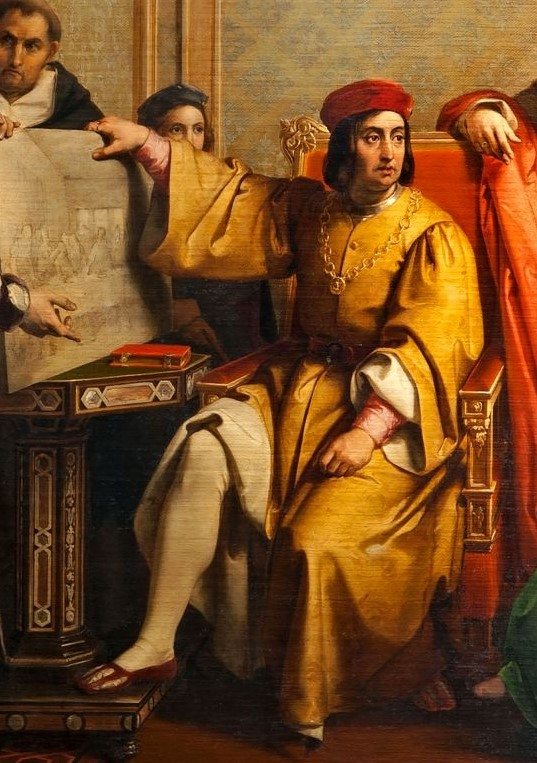
Dettaglio di Ludovico
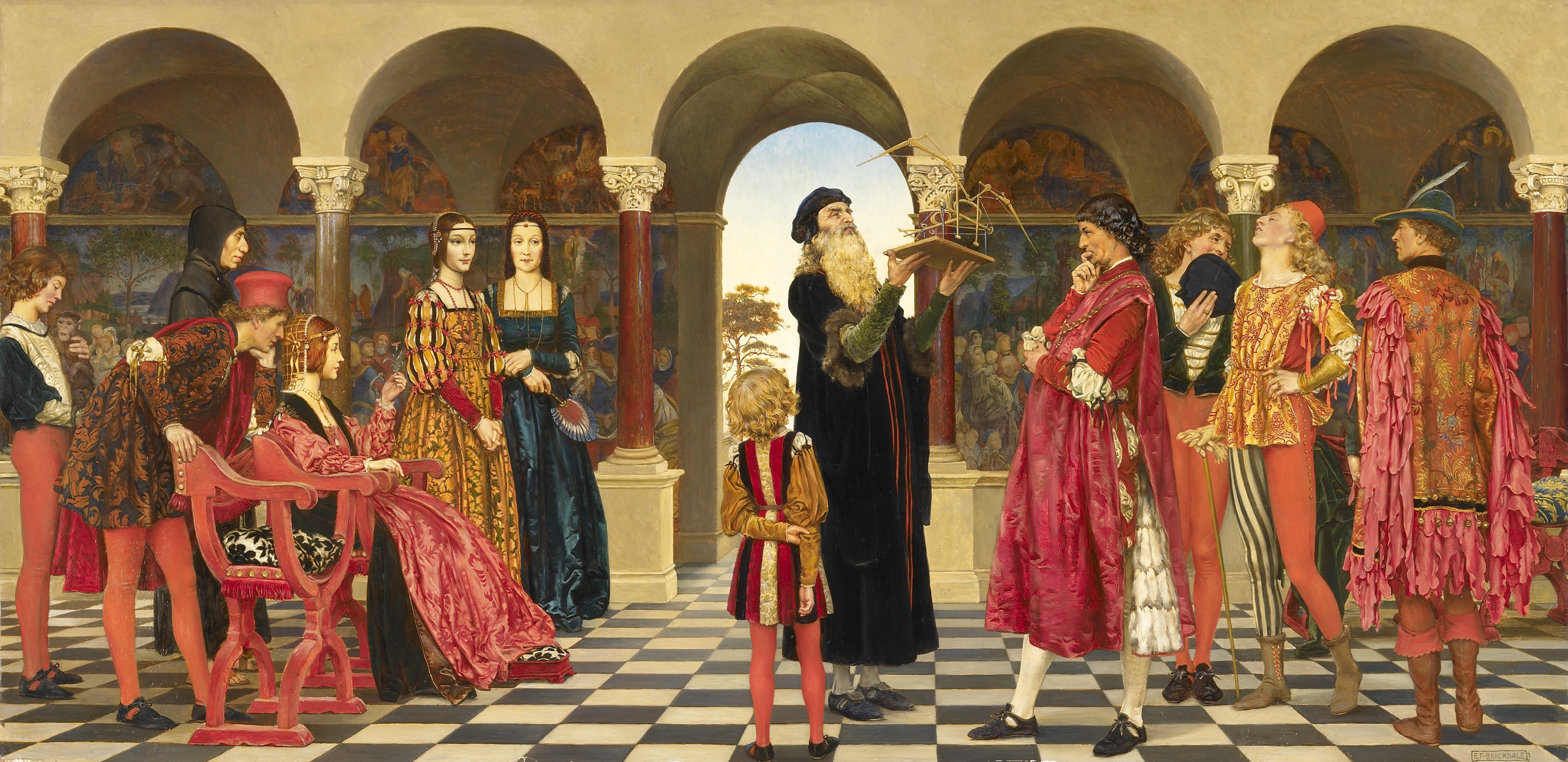
La corte di Ludovico il Moro. Eleanor Fortescue-Brickdale.
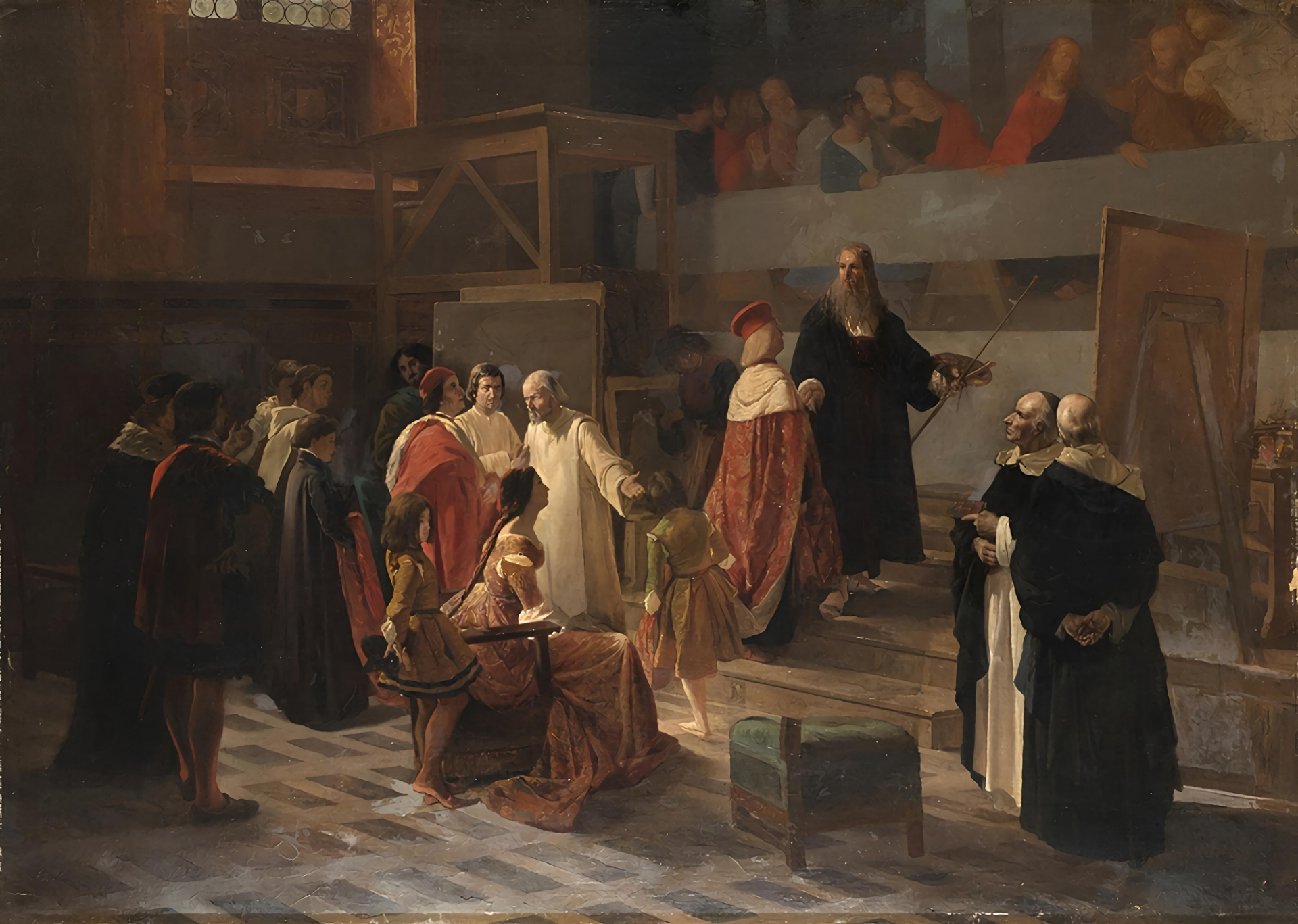
Ludovico in visita a Leonardo da Vinci nel Refettorio delle Grazie, metà XIX secolo, Cherubino Cornienti.
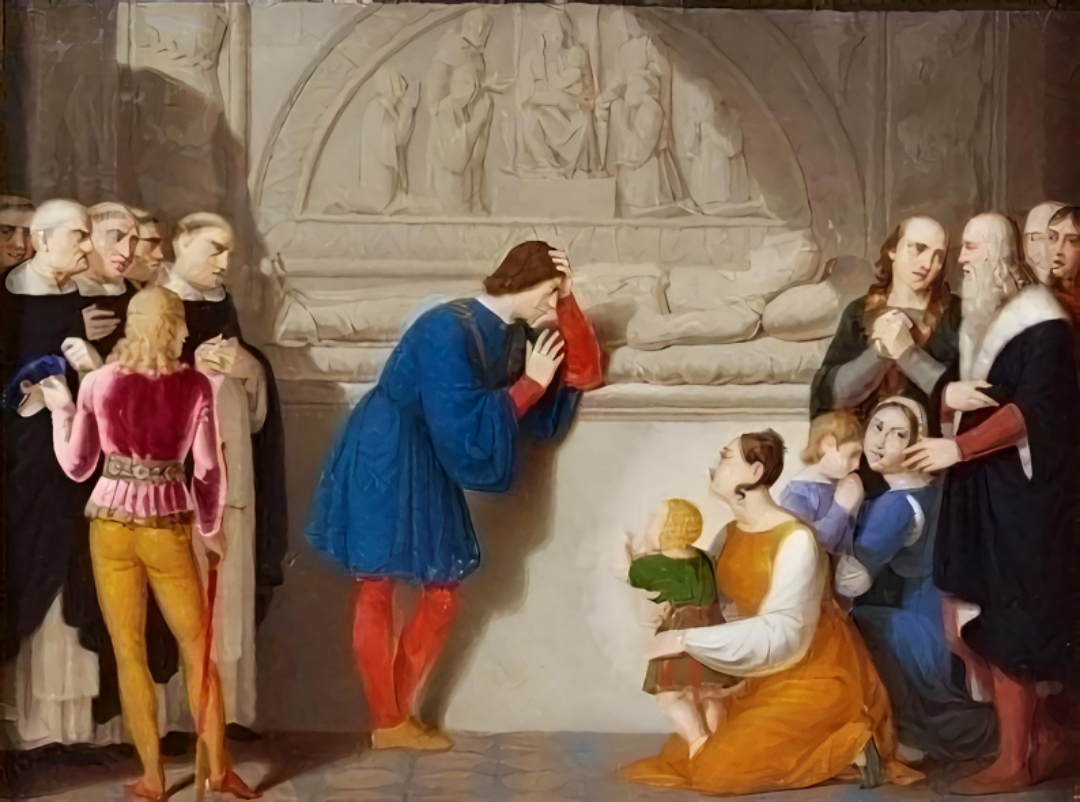
Ludovico piange sulla tomba della moglie, Giovanni Battista Gigola, 1815 ca.
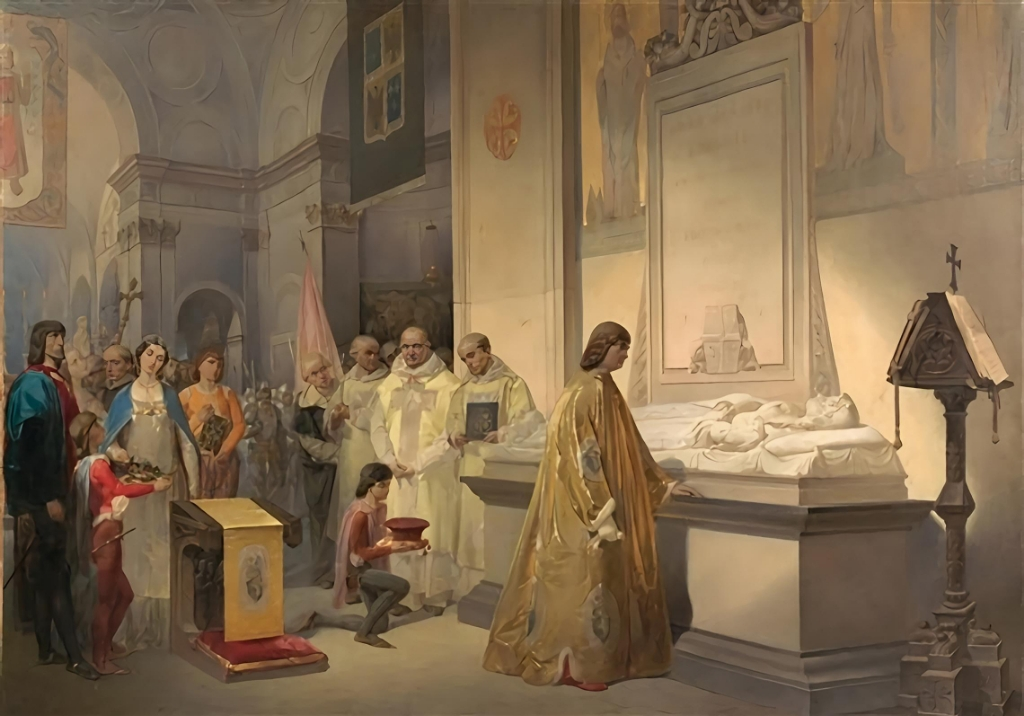
Ludovico visita la tomba della moglie, Alessandro Reati, fra il 1850 e il 1873.

## Discendenza
Ludovico e Beatrice ebbero tre figli:
- Ercole Massimiliano (1493-1530), duca di Milano;
- Sforza Francesco (1495-1535), duca di Bari, principe di Rossano e conte di Borrello, poi duca di Milano;
- il terzogenito (1497), anch'esso maschio, nacque morto e, non essendo stato battezzato, non poté essere riposto con la madre nel sepolcro. Ludovico, affranto, lo fece pertanto tumulare sopra la porta del chiostro delle Grazie con questo epitaffio: «O parto infelice! Perdetti la vita prima d'essere venuto alla luce: più infelice, poiché morendo tolsi la vita alla madre e il padre privai della sua consorte. [...]»[196]

## Ascendenza
|                         |                     |                           | Genitori                  |  |  | Nonni |  |  | Bisnonni         |  |  | Trisnonni         |  |
|                         |                     |                           |                           |  |  |       |  |  | Alberto V d'Este |  |  | Obizzo III d'Este |  |
|                         |                     |                           |                           |  |  |       |  |  | Alberto V d'Este |  |  | Obizzo III d'Este |  |
|                         |                     | Lippa Ariosti             |                           |  |  |       |  |  | Alberto V d'Este |  |  |                   |  |
| Niccolò III d'Este      |                     |                           |                           |  |  |       |  |  | Alberto V d'Este |  |  |                   |  |
|                         |                     | Isotta Albaresani         | Alberto Albaresani        |  |  |       |  |  |                  |  |  |                   |  |
|                         |                     | Isotta Albaresani         | Alberto Albaresani        |  |  |       |  |  |                  |  |  |                   |  |
|                         |                     | Isotta Albaresani         | ?                         |  |  |       |  |  |                  |  |  |                   |  |
| Ercole I d'Este         |                     | Isotta Albaresani         |                           |  |  |       |  |  |                  |  |  |                   |  |
|                         |                     | Tommaso III di Saluzzo    | Federico II di Saluzzo    |  |  |       |  |  |                  |  |  |                   |  |
|                         |                     | Tommaso III di Saluzzo    | Federico II di Saluzzo    |  |  |       |  |  |                  |  |  |                   |  |
|                         |                     | Tommaso III di Saluzzo    | Beatrice di Ginevra       |  |  |       |  |  |                  |  |  |                   |  |
| Ricciarda di Saluzzo    |                     | Tommaso III di Saluzzo    |                           |  |  |       |  |  |                  |  |  |                   |  |
|                         |                     | Margherita di Pierrepont  | Ugo II di Pierrepont      |  |  |       |  |  |                  |  |  |                   |  |
|                         |                     | Margherita di Pierrepont  | Ugo II di Pierrepont      |  |  |       |  |  |                  |  |  |                   |  |
|                         |                     | Margherita di Pierrepont  | Bianca di Coucy           |  |  |       |  |  |                  |  |  |                   |  |
| Beatrice d'Este         |                     | Margherita di Pierrepont  |                           |  |  |       |  |  |                  |  |  |                   |  |
|                         | Alfonso V d'Aragona | Ferdinando I d'Aragona    |                           |  |  |       |  |  |                  |  |  |                   |  |
|                         | Alfonso V d'Aragona | Ferdinando I d'Aragona    |                           |  |  |       |  |  |                  |  |  |                   |  |
|                         | Alfonso V d'Aragona | Eleonora d'Alburquerque   |                           |  |  |       |  |  |                  |  |  |                   |  |
| Ferdinando I d'Aragona  | Alfonso V d'Aragona |                           |                           |  |  |       |  |  |                  |  |  |                   |  |
|                         |                     | Gueraldona Carlino        | Enrico Carlino            |  |  |       |  |  |                  |  |  |                   |  |
|                         |                     | Gueraldona Carlino        | Enrico Carlino            |  |  |       |  |  |                  |  |  |                   |  |
|                         |                     | Gueraldona Carlino        | Isabella ?                |  |  |       |  |  |                  |  |  |                   |  |
| Eleonora d'Aragona      |                     | Gueraldona Carlino        |                           |  |  |       |  |  |                  |  |  |                   |  |
|                         |                     | Tristano di Chiaromonte   | Deodato II di Chiaromonte |  |  |       |  |  |                  |  |  |                   |  |
|                         |                     | Tristano di Chiaromonte   | Deodato II di Chiaromonte |  |  |       |  |  |                  |  |  |                   |  |
|                         |                     | Tristano di Chiaromonte   | Isabella di Roquefeuil    |  |  |       |  |  |                  |  |  |                   |  |
| Isabella di Chiaromonte |                     | Tristano di Chiaromonte   |                           |  |  |       |  |  |                  |  |  |                   |  |
|                         |                     | Caterina Orsini del Balzo | Raimondo Orsini del Balzo |  |  |       |  |  |                  |  |  |                   |  |
|                         |                     | Caterina Orsini del Balzo | Raimondo Orsini del Balzo |  |  |       |  |  |                  |  |  |                   |  |
|                         |                     | Caterina Orsini del Balzo | Maria d'Enghien           |  |  |       |  |  |                  |  |  |                   |  |
|                         |                     | Caterina Orsini del Balzo |                           |  |  |       |  |  |                  |  |  |                   |  |